# Esens
Esens ist eine Kleinstadt im ostfriesischen Landkreis Wittmund sowie Mitgliedsgemeinde und Verwaltungssitz der Samtgemeinde Esens.
Historisch gehört die Stadt – als wichtigster zentraler Ort – zum Harlingerland, das endgültig erst im Jahr 1600 durch den Berumer Vergleich zur Grafschaft Ostfriesland kam. Seit 1885 ist Esens Teil des Landkreises Wittmund, der aus den Ämtern Wittmund und Esens sowie der Stadt Esens gebildet wurde.
Der Ortsteil Bensersiel ist ein staatlich anerkanntes Seeheilbad und bietet einen Yacht- und Fischkutterhafen. Mit einer Fähre ist von Bensersiel aus die Insel Langeoog zu erreichen.

## Geografie
Die Stadt Esens befindet sich am Nordrand des oldenburgisch-ostfriesischen Geestrückens etwa vier Kilometer vom niedersächsischen Wattenmeer entfernt. Das Umland besteht aus kleinen Dörfern sowie aus Streusiedlungen. Die Kreisstadt Wittmund liegt etwa 16 Kilometer und die Stadt Aurich etwa 26 Kilometer entfernt.

### Geologie
Der geologische Untergrund besteht aus eiszeitlichen Sand-, Ton- und Mergelablagerungen. Am östlichen Stadtrand sind kleine Flachmoorlinsen eingebettet. Nördlich der Stadtgrenze beginnt das Marschland, das sich bis an die Küste ausdehnt.

### Gewässer

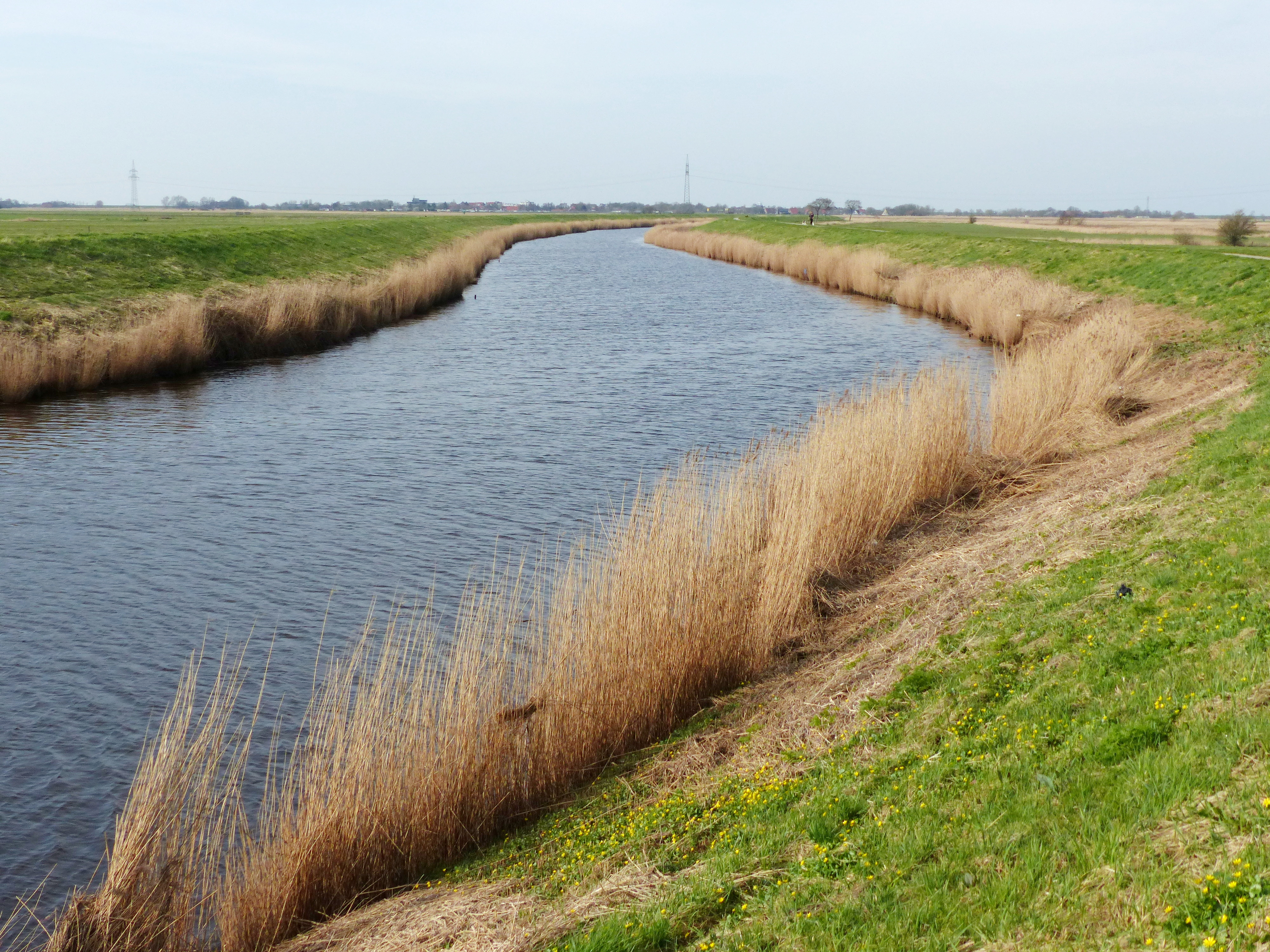
Benser Tief bei Esens

Das einzige bedeutende Gewässer im Stadtgebiet ist das Benser Tief, ein weit in das Binnenland hineinführender Sielzug, der in erster Linie der Entwässerung der tiefer gelegenen Flächen hinter dem Deich dient. Das Tief mündet über ein Siel in Bensersiel in die Nordsee.

### Nachbargemeinden
Die Stadt Esens grenzt im Nordosten an die Gemeinde Neuharlingersiel, im Südosten an die Gemeinde Stedesdorf, im Südwesten an die Gemeinde Moorweg und im Westen an die Gemeinde Holtgast.

### Stadtgliederung
Zu Esens gehören Bensersiel und die kleinen Gehöfte Backerei, Bokum, Hammerhaus, Hayungshaus, Kleinarmenland, Lehmkuhlen, Nordorf, Nordorfer Grashaus, Oldendorf, Ölschlägerei, Sterbur, Tonnenkamp, Ülkerei und Westbense.

## Geschichte

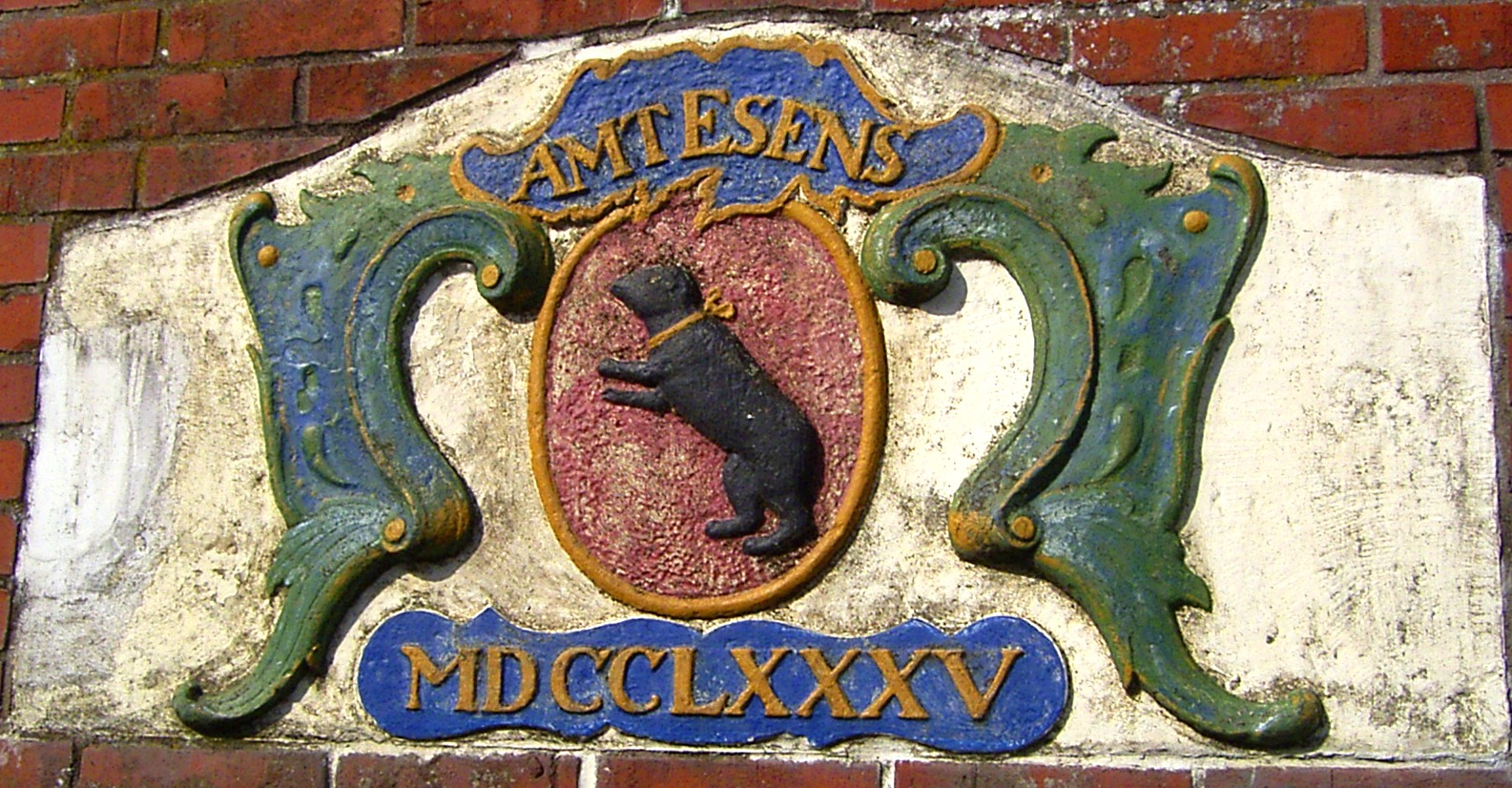
Historisches Amtswappen

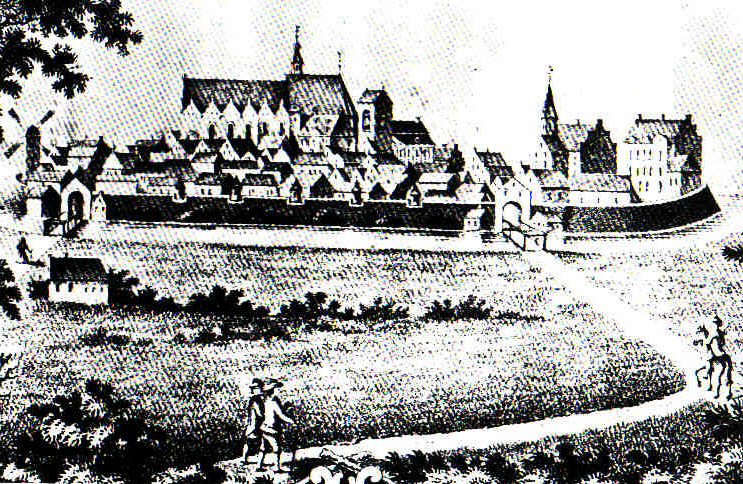
Esens im Jahre 1714

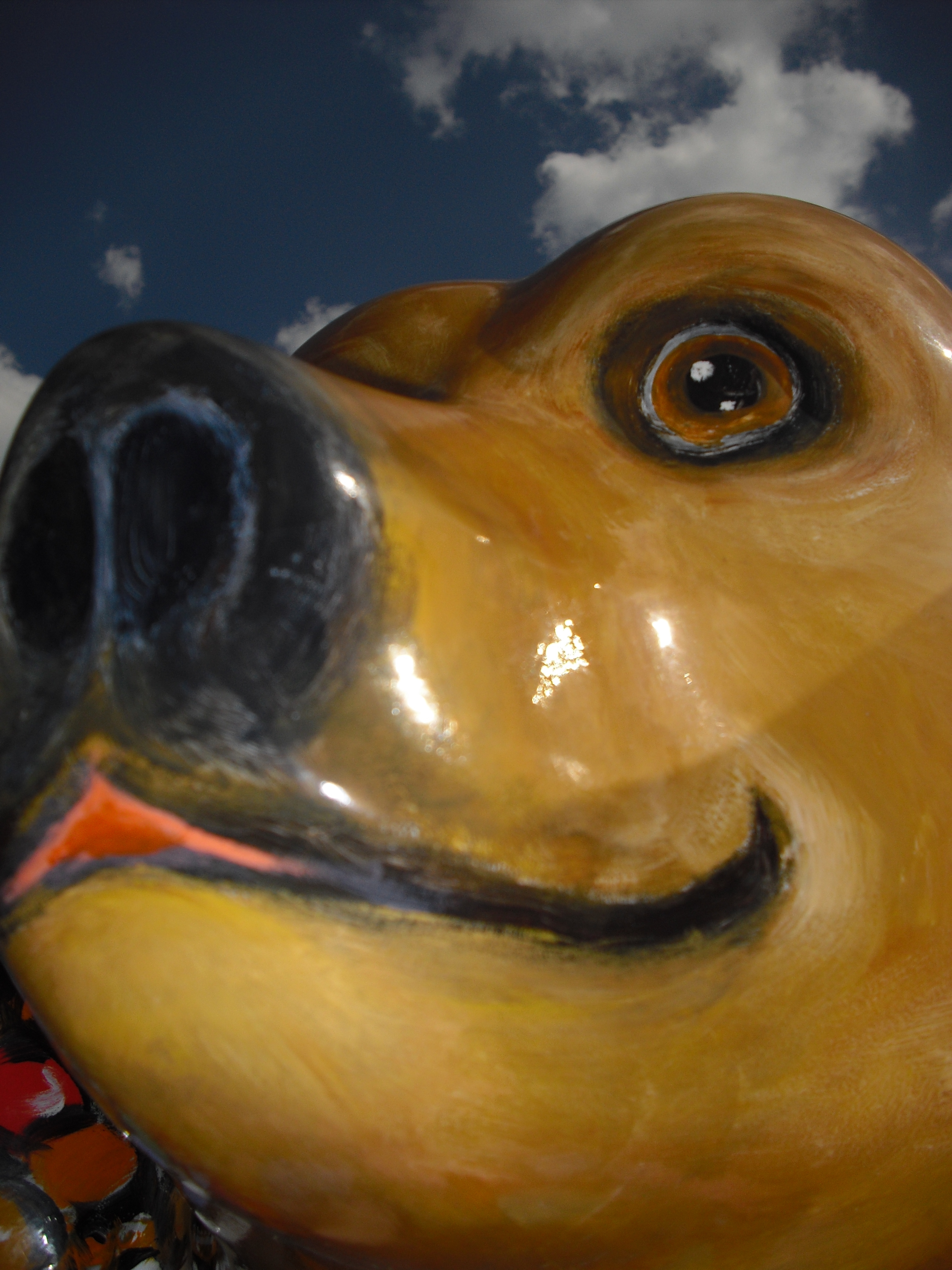
Der Bär, das Esenser Wappentier, findet sich als Werbefigur vor vielen Geschäften der Stadt

Esens wurde im Mittelalter als Handels- und Marktort auf dem sturmflutsicheren Geestrand unweit der Küste gegründet. Entstanden ist der Ort um 800 nach Christus. Zu Anfang des 16. Jahrhunderts wurde die Herrschaft Esens von Junker Balthasar regiert, der sich gegen die Bremer Kaufleute und damit gegen die Hanse auflehnte. Noch heute wird jährlich zu seinen Ehren ein Fest ausgerichtet. Balthasar starb 1540, und Esens gelangte durch Erbschaft unter die Herrschaft der Rietberger, bis es schließlich wiederum durch Erbschaft 1600 an die Grafen von Ostfriesland fiel.
Nach dem Erlöschen des Ostfriesischen Fürstenhauses im Jahr 1744 fiel dessen gesamter Besitz und damit auch das Harlingerland an Preußen. Die Preußen schleiften die nicht mehr benötigte Burg Esens und entfestigten schließlich auch die Stadt. Die Münze wurde nach Aurich verlegt, und Esens wurde damit zur kleinen Provinzstadt in der Region.
Nach einer kurzen französischen Besetzung während der napoleonischen Kriege wurde die gesamte Region dem Königreich Hannover zugeschlagen und gelangte mit diesem 1866 wieder in den Besitz des Königreichs Preußen. In der Folge wurde Wittmund zur Kreisstadt des Harlingerlandes bestimmt, welches um das Amt Friedeburg erweitert worden war. Esens verlor damit weitere Funktionen. Auch nach der Gründung des Deutschen Reiches blieb Esens landwirtschaftlich geprägt, Industrien siedelten sich nicht an. Der Ort wurde jedoch an das Eisenbahnnetz angeschlossen, was bis heute aufrechterhalten werden konnte.
Bei der Reichstagswahl vom 5. März 1933 lag der Stimmenanteil der deutschnationalen Parteien über dem Durchschnitt. Die NSDAP konnte 56,8 % (42 % auf Reichsebene) der Stimmen erringen, die unter dem Namen Kampffront Schwarz-Weiß-Rot angetretene Deutschnationale Volkspartei erzielte 21,1 %. SPD und KPD erhielten 13,8 % bzw. 2,9 %.
Während des Holocaust wurden mindestens 46 Deutsche jüdischen Glaubens Opfer der Verfolgungen. Die Schicksale von etwa 30 Personen konnte nicht aufgeklärt werden. 56 Menschen entgingen den Deportationen durch Emigration ins Ausland, vor allem in die USA, nach Argentinien und Israel. Am 16. April 1940 vermeldete der Wittmunder Landrat dem Regierungspräsidenten in Aurich: „Die Städte Esens und Wittmund sind judenfrei.“
Während des Zweiten Weltkriegs wurde Esens dann Opfer des Luftkriegs: Am 27. September 1943 fanden 165 Menschen den Tod bei einem Bombenangriff der Alliierten. Das „Armen- und Arbeiterhaus“ wurde total zerstört, im Keller des Gebäudes starben 102 Schul- und Landjahrkinder. Esens – selbst ohne militärische Bedeutung – wurde als so genanntes „Target of Opportunity“ (Gelegenheitsziel) von verirrten Bomben getroffen, die eigentlich Emden als Ziel hatten.
Durch den Flüchtlingsstrom der Nachkriegszeit nahm die Bevölkerung von Esens erheblich zu. Mehr als 1500 Flüchtlinge mussten versorgt werden, was zu großen Problemen führte. 1946 betrug der Anteil der Flüchtlinge und Vertriebenen an der Gesamtbevölkerung 18 Prozent, bis 1950 stieg er auf 24 Prozent. 1949 waren von den 4047 Einwohnern der Stadt 698 Vertriebene und 274 Flüchtlinge, Umquartierte und Evakuierte.
Wirtschaftlich ging es langsam aufwärts. 1951 wurde der Bade- und Verkehrsverein Esens-Bensersiel gegründet. Ab 1960 wurde massiv in die Entwicklung des Fremdenverkehrs investiert.
1965 wurde die ganze Altstadt als Sanierungsgebiet ausgewiesen. Mit Hilfe gezielter Maßnahmen erhielt die Innenstadt in den Folgejahren mit Kirchplatz, Haus der Begegnung, Warftbühne, Arkaden und dem Balthasarbrunnen eine umfassende Modernisierung. Einbezogen in das Sanierungskonzept wurde auch eine Nordumgehung zur Verkehrsberuhigung der Innenstadt. Sie war die Grundvoraussetzung zur Umwandlung der Steinstraße in eine Fußgängerzone, 1974 die erste in Ostfriesland überhaupt. 1984 erhielt die Stadt für ihre Stadtsanierung den 1. Preis im Landeswettbewerb „Bauen und Wohnen in alter Umgebung“.
Bei der Gemeindereform vom 1. Juli 1972 wurden die beiden Gemeinden Bensersiel und Sterbur in die Stadt Esens eingegliedert. Die Stadt Esens gehört seitdem zusammen mit den umliegenden Gemeinden Dunum, Holtgast, Moorweg, Neuharlingersiel, Stedesdorf und Werdum zur Samtgemeinde Esens. Im selben Jahr wurden Esens und Bensersiel als Küstenbadeorte anerkannt. Nach weiteren Investitionen in die touristische Infrastruktur wurden beide Orte 1990 zum Nordseebad (Kurort) erklärt. Bensersiel ist seit 1996 auch Nordseeheilbad.
Heute ist der Tourismus in der Stadt und der umliegenden Region der bedeutendste Wirtschaftsfaktor, in den vor allem im Ortsteil Bensersiel weiter stark investiert wird.
2002 feierte die Stadt Esens den 475. Jahrestag der Vergabe der Stadtrechte sowie das 425-jährige Bestehen der Schützencompagnie Esens e. V., die 1577 als Bürgerwehr und Garant der bürgerlichen Ordnung gegründet wurde. Aus Anlass des Doppeljubiläums erfolgten von Juni bis Oktober 2002 verschiedene Feierlichkeiten und Aktionen. Im Rahmen der Bären-Aktion setzten 44 künstlerisch gestaltete Buddy Bären das Esenser Wappentier gezielt in den Blickpunkt.

## Religion

### Christentum
- Die Evangelisch-lutherische Kirchengemeinde gehört zum Kirchenkreis Harlingerland der Evangelisch-Lutherischen Landeskirche Hannover.
- Die Römisch-katholische Kirchengemeinde St. Willehad gehört zum Dekanat Ostfriesland des Bistums Osnabrück.

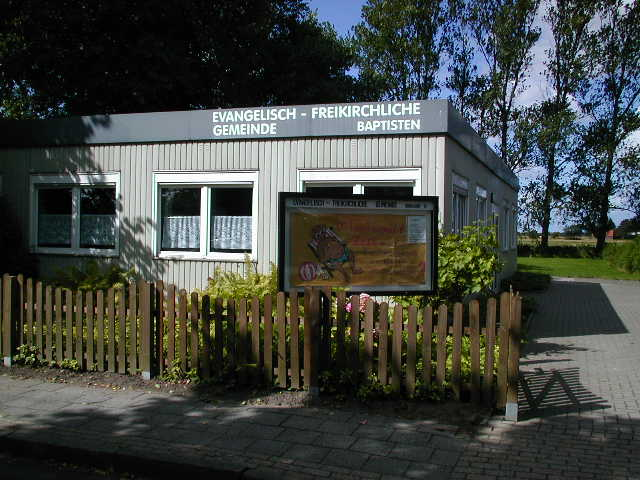
Containerkirche der EFG Esens

- Die Evangelisch-Freikirchliche Gemeinde (Baptisten) ist nach Anfängen in Hauskreisen seit 1993 in Esens tätig. Ihre Kirche war seit 1994 ein aus Containern zusammengestelltes Flachdachgebäude.[9] Im Mai 2011 begann die Gemeinde, die zum evangelisch-freikirchlichen Landesverband Baptisten im Nordwesten gehört, mit dem Neubau einer Kirche.[10] Im September 2012 feierte die Gemeinde ihren ersten Gottesdienst in dem neuen Gebäude.[11] Einen Monat später fand die offizielle Einweihung statt.
- Neuapostolische Kirche

### Judentum
Die jüdische Gemeinde in Esens bestand über einen Zeitraum von rund 300 Jahren von ihren Anfängen im 17. Jahrhundert bis zu ihrem Ende am 31. Juli 1941. Die Ansiedlung der ersten Juden dürfte in die Zeit nach 1600 fallen. Eine erste urkundliche Erwähnung ist auf das Jahr 1637 datiert. 1827 wurde eine Synagoge errichtet. 1925 stellten Juden in Esens 3,4 Prozent der Bevölkerung. Dies war der vierthöchste prozentuale Anteil in Ostfriesland. Nach der Machtergreifung der Nationalsozialisten begann der Exodus der Esenser Juden. Am 9. März 1940 meldeten sich die letzten Bürger jüdischen Glaubens bei der Stadtverwaltung ab. Endgültig endete die Geschichte der Juden in Esens mit der Auflösung der jüdischen Kultusvereinigung e. V. am 31. Juli 1941.

## Politik

### Rat
Der Rat der Stadt Esens besteht aus 20 Ratsmitgliedern. Dies ist die festgelegte Anzahl für die Mitgliedsgemeinde einer Samtgemeinde mit einer Einwohnerzahl zwischen 7001 und 8000 Einwohnern. Die 20 Ratsfrauen und Ratsherren werden durch eine Kommunalwahl für jeweils fünf Jahre gewählt. Die aktuelle Amtszeit begann am 1. November 2021 und endet am 31. Oktober 2026. Ebenfalls im Rat stimmberechtigt ist der gewählte Bürgermeister bzw. die gewählte Bürgermeisterin.
Die Kommunalwahl vom 12. September 2021 ergab das folgende Ergebnis:
| Partei                | Anteilige Stimmen | Anzahl Sitze |
| --------------------- | ----------------- | ------------ |
| SPD                   | 53,07 %           | 11           |
| CDU                   | 20,84 %           | 4            |
| EBI                   | 13,43 %           | 3            |
| Bündnis 90/Die Grünen | 9,98 %            | 2            |
| FDP                   | 2,68 %            | 1            |

Die Wahlbeteiligung bei der Kommunalwahl 2021 lag mit 61,14 % über dem niedersächsischen Durchschnitt von 57,1 %. Zum Vergleich – bei der vorherigen Kommunalwahl vom 11. September 2016 lag die Wahlbeteiligung bei 59,93 %.

### Bürgermeister
Seit dem 1. Juni 2015 ist Karin Emken (SPD) ehrenamtliche Bürgermeisterin der Stadt Esens.

### Vertreter in Land- und Bundestag
Esens gehört zum Landtagswahlkreis 87 Wittmund/Inseln, der den gesamten Landkreis Wittmund sowie im Landkreis Aurich die Städte Norderney und Wiesmoor, die Gemeinde Dornum und die Inselgemeinden Juist und Baltrum umfasst. Das Direktmandat wurde bei der Landtagswahl 2022 durch Karin Emken (SPD) gewonnen.
Esens gehört zum Bundestagswahlkreis Friesland – Wilhelmshaven – Wittmund. Er umfasst die Stadt Wilhelmshaven sowie die Landkreise Friesland und Wittmund. Bei der Bundestagswahl 2025 gewann die Sozialdemokratin Siemtje Möller das Direktmandat zum dritten Mal in Folge. Über Listenplätze ihrer Parteien zogen Anne Janssen (CDU) und Martin Sichert (AfD) aus dem Wahlkreis in den Bundestag ein.

### Wappen, Farben und Siegel
| Wappen von Esens | Blasonierung: „Das Wappen der Stadt Esens stellt auf silbernem Hintergrund einen aufrecht stehenden schwarzen Bären mit roter Zunge und goldenem Halsband dar, der in drohender Haltung, auf einem neben einem roten Palisadenzaun aufragenden roten Festungsturm stehend, zwischen seinen beiden Tatzen einen roten Backstein hält. Es wird von einer dreiteiligen roten Mauerturmkrone bekrönt und beiderseits von goldenen Eichenzweigen umkränzt.“ |
| Wappen von Esens | Wappenbegründung: Das Stadtsiegel ist bereits seit 1540 belegt. Auf Wappen und Siegel gelangte der Bär als Wappentier der Häuptlingsfamilie Attena, die im 15. Jahrhundert über Esens, Stedesdorf und Wittmund herrschte. Die Farben der Stadt sind Blau/Gelb. Das Dienstsiegel zeigt das Wappen und die Umschrift „Stadt Esens (Ostfriesland)“. |

Den Bären im Stadtwappen versucht eine Sage so zu erklären: Als die Stadt Esens im Mittelalter wieder einmal von feindlichen Truppen belagert wurde, befand sich gerade ein fahrender Musikant mit seinem Tanzbären innerhalb der Mauern. Die kriegerische Auseinandersetzung hielt längere Zeit an, aber die mit Mauern, Gräben und Stadttoren befestigte Stadt trotzte allen Angriffen. So verlagerten sich die Gegner auf ein Abschneiden der Nachschubwege und versuchten, die Stadt auszuhungern. Als die Not am größten und die Kapitulation nur noch eine Frage von wenigen Stunden war, befreite sich zufällig der bis dahin eingesperrte Bär, kletterte vor Hunger brüllend auf den Turm eines Stadttores und warf mit Steinen um sich. Die Feinde zogen daraus den falschen Schluss, dass die Esenser noch genügend Proviant hätten, um sogar noch einen Bären füttern zu können. Sie brachen die Belagerung ab; die Stadt war gerettet. Als Dank dafür wurde der Bär nunmehr Esenser Wappentier.

## Kultur und Sehenswürdigkeiten

### Museen und Ausstellungen
Das Turm-Museum in St. Magnus erläutert seit 1982 die Geschichte dieser bedeutenden Kirche des Harlingerlandes. Auf fünf Etagen findet der Besucher zahlreiche Exponate und viele Informationen.
Der Heimatverein Esens nutzt in der Peldemühle Esens alle Etagen und das angrenzende Müllerhaus für das Museum „Leben am Meer“. Gezeigt werden die Siedlungsgeschichte des Harlingerlandes und die Geschichte der Stadt Esens.
Im ehemaligen jüdischen Schulhaus, dem heutigen August-Gottschalk-Haus, befindet sich eine Gedenkstätte mit Ausstellung zur neueren Geschichte der ostfriesischen Juden. Das Gebäude wurde 1985 von der Stadt Esens gekauft, um es nach einem seit langem bestehenden Bebauungsplan abzureißen und an seiner Stelle Parkplätze anzulegen. Durch eine Privatinitiative des Vereins Ökumenischer Arbeitskreis Juden und Christen in Esens e. V., gelang es, das Haus zu retten und in ihm eine Gedenkstätte und Ausstellung zur neueren Geschichte der Esenser Juden aufzubauen. Im Zuge der Herrichtung des Hauses wurde bei Restaurierungsarbeiten die vollständig erhaltene Mikwe der jüdischen Gemeinde entdeckt. Am 29. August 1990 wurde die Gedenkstätte dann als August-Gottschalk-Haus der Öffentlichkeit übergeben.
Der Skulpturenpfad Esens verbindet mehrere Kunstwerke in der Stadt. Die Skulpturen des Skulpturenweges beschäftigen sich mit der Geschichte der Stadt Esens, der Lage zur Nordseeküste und dem Tourismus.

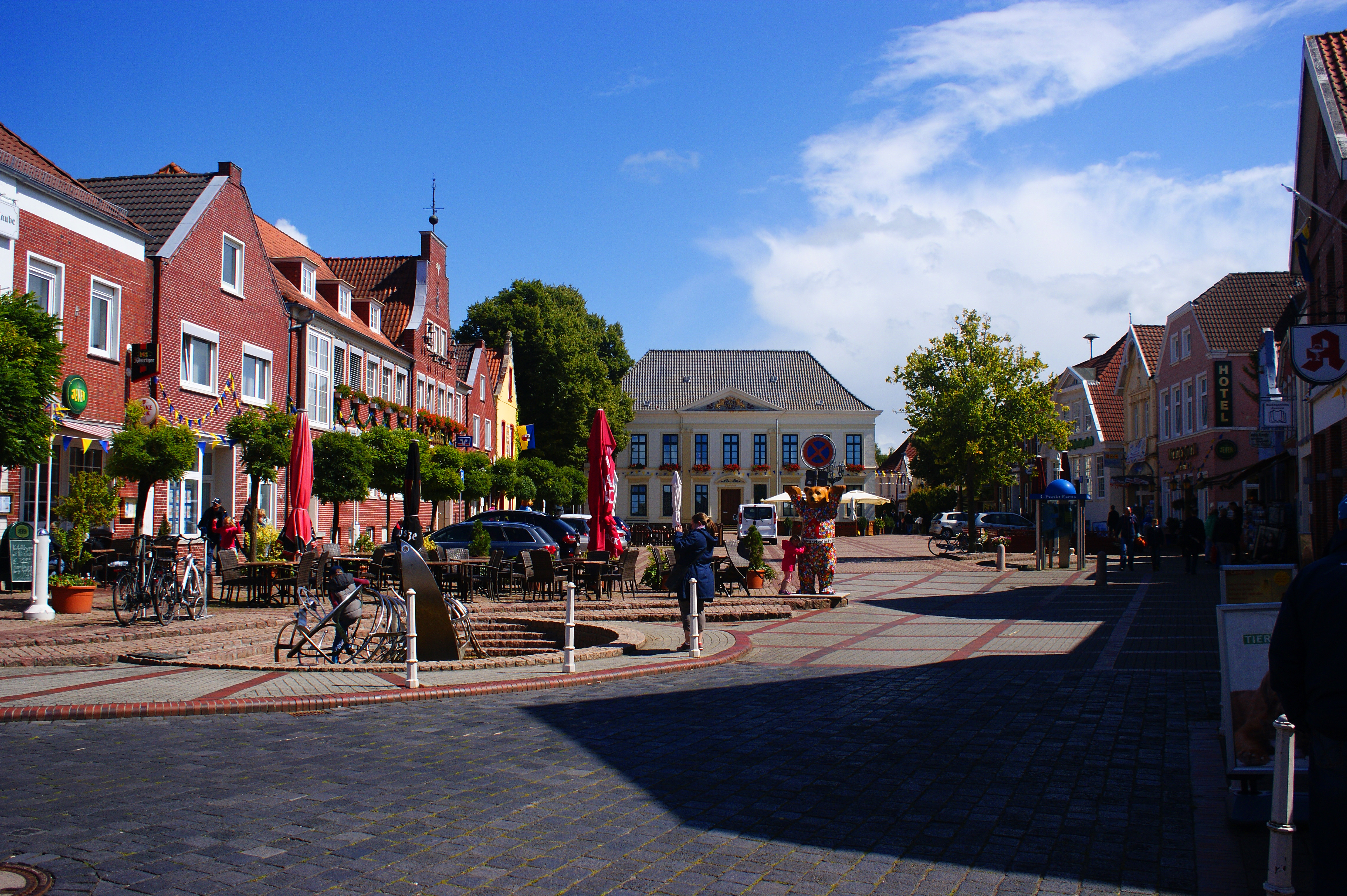
Der Marktplatz
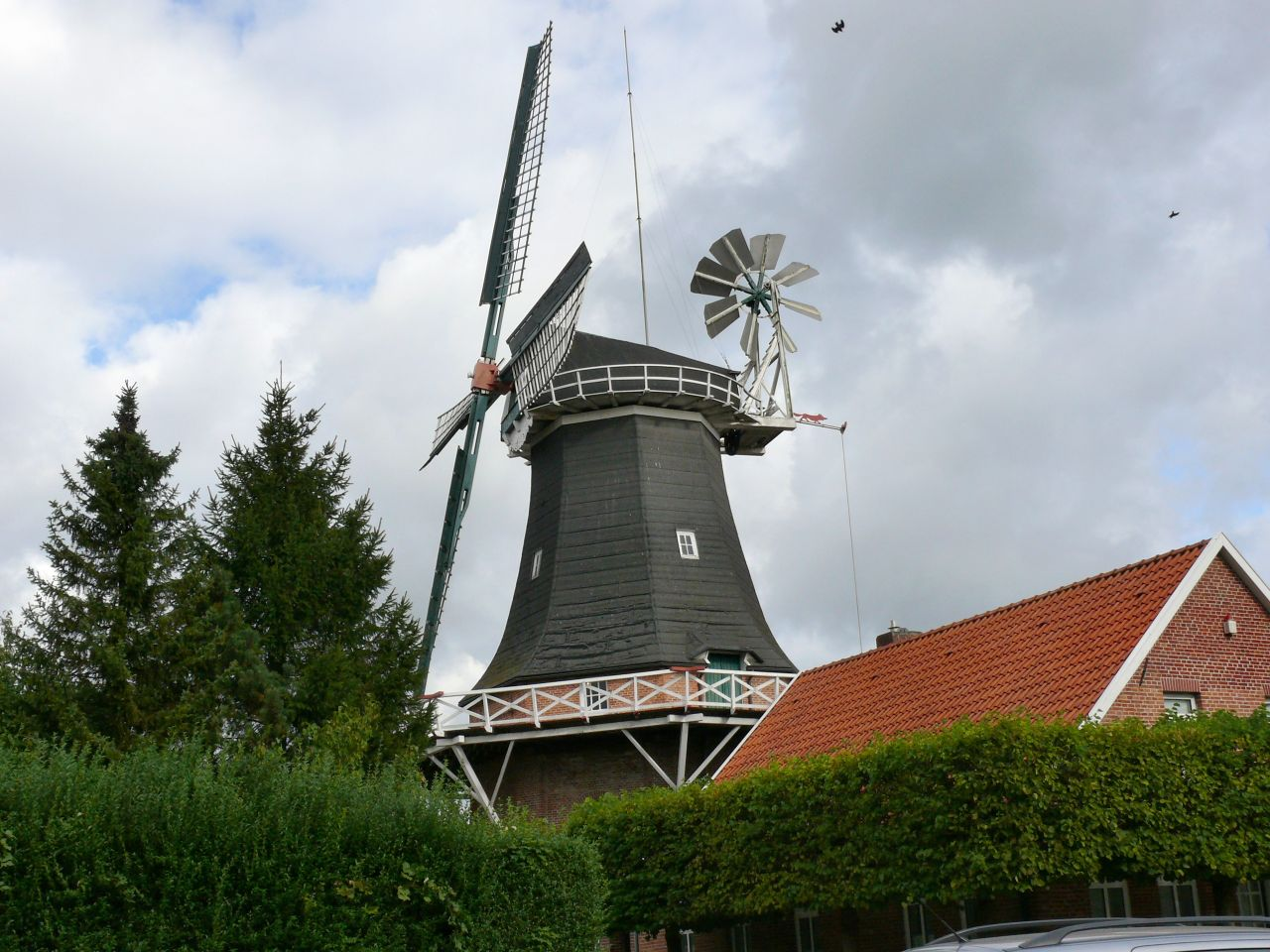
Heimatmuseum Peldemühle
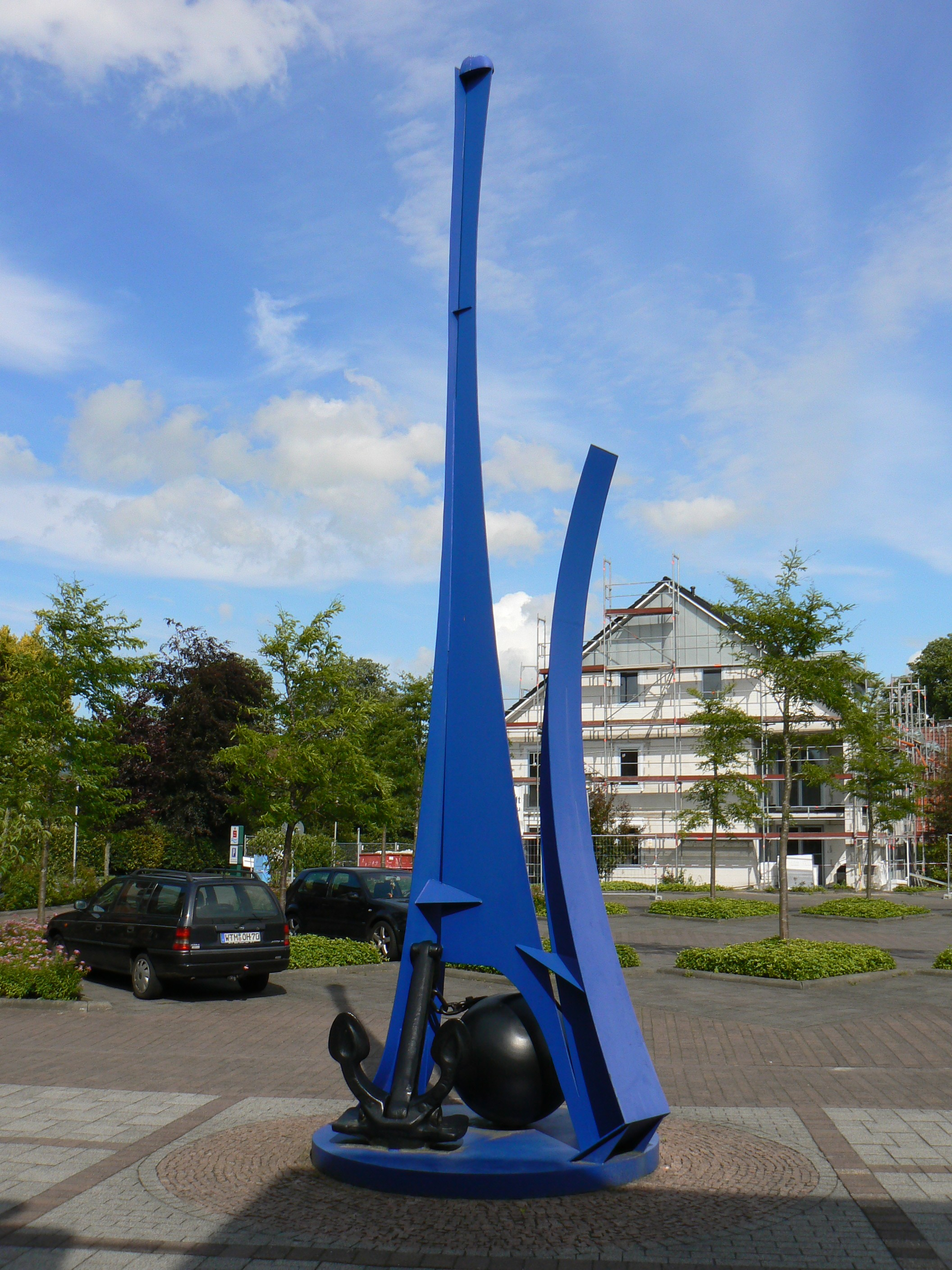
Skulptur Falster von Leonard Wübbena aus Funnix
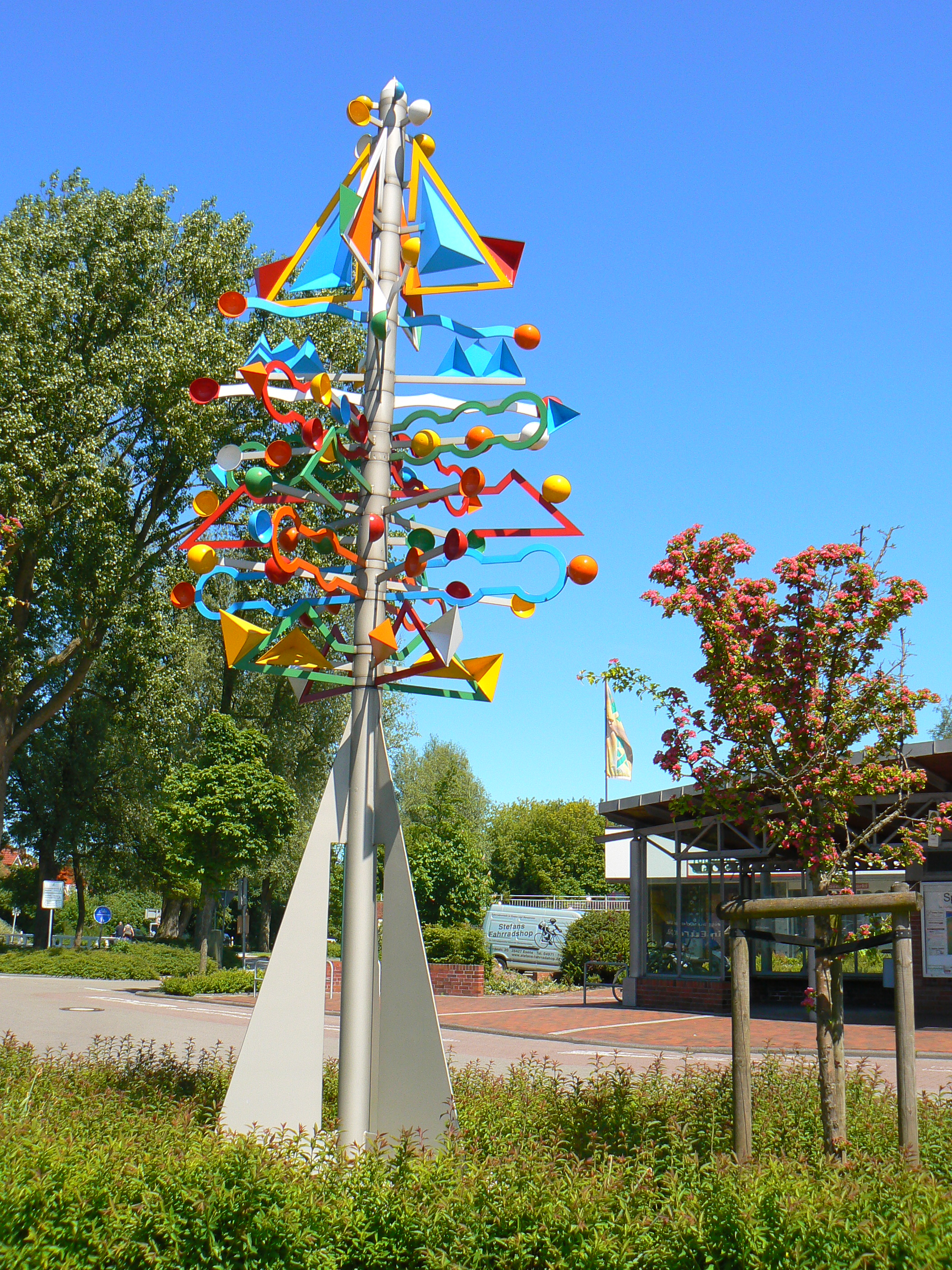
Skulptur Windspiel (2005) von Ida Oelke
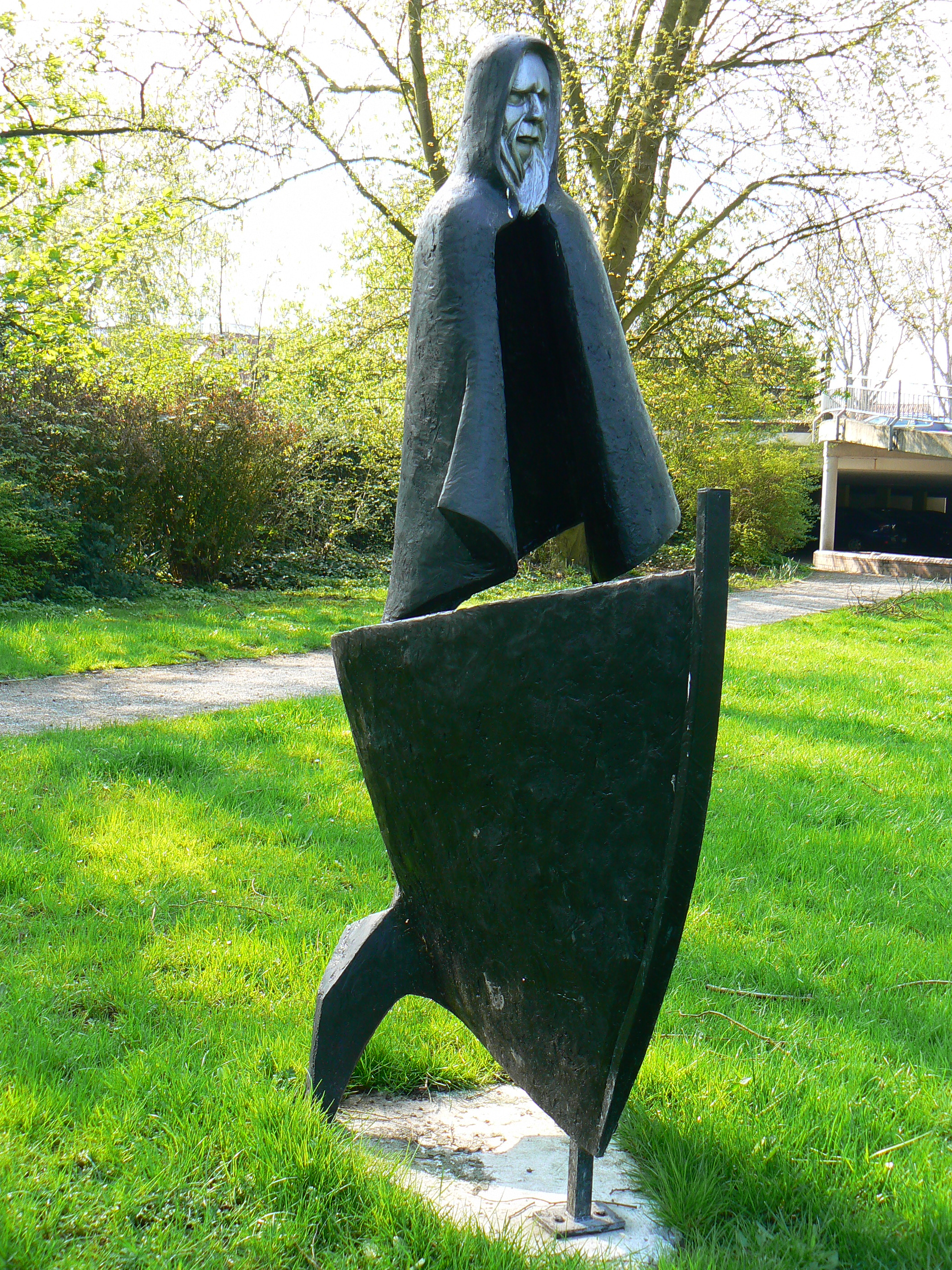
Skulptur Justus Wetter von Alex Schenker
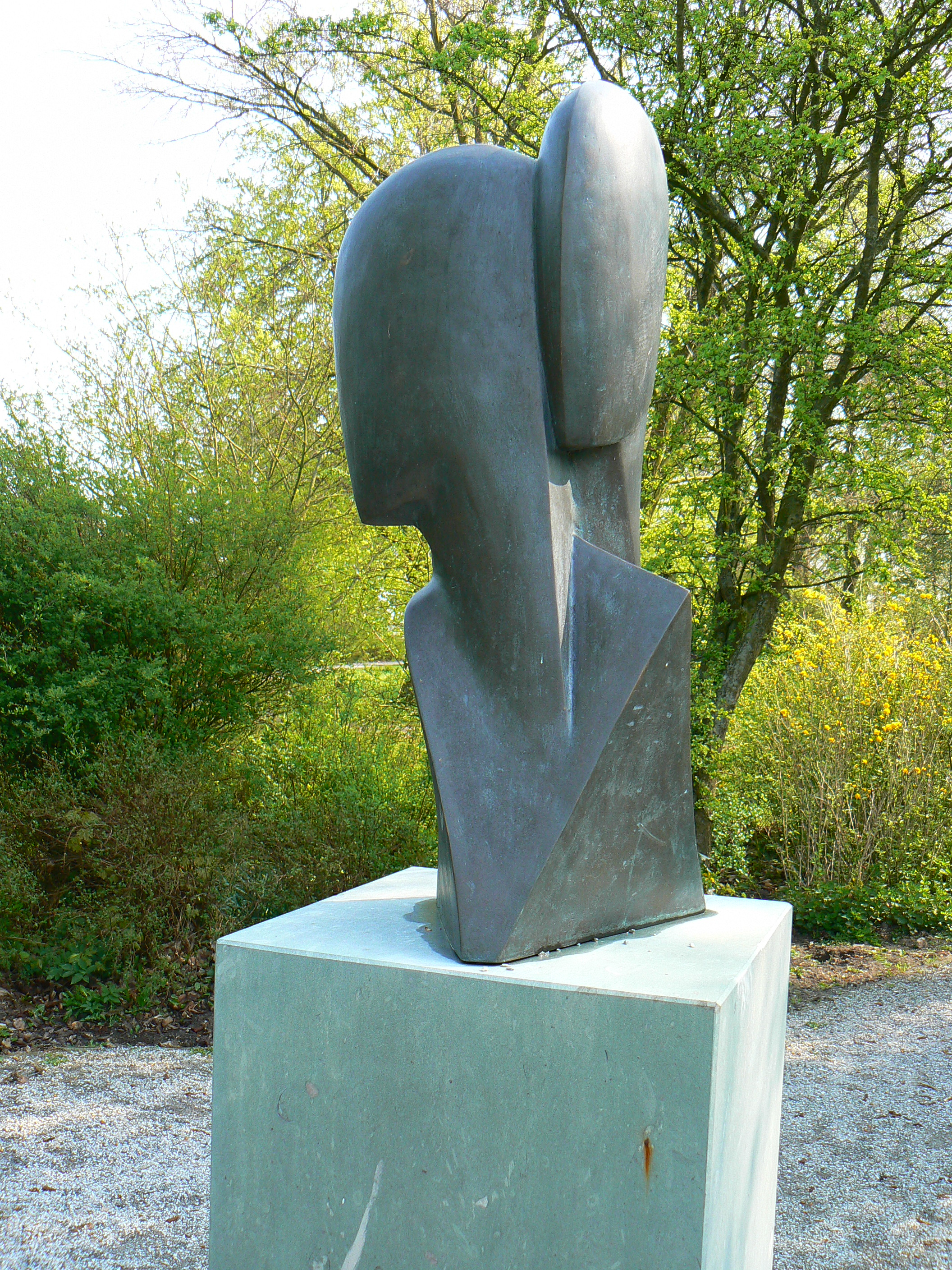
Skulptur Miteinander – Zueinander von Rita Westermann
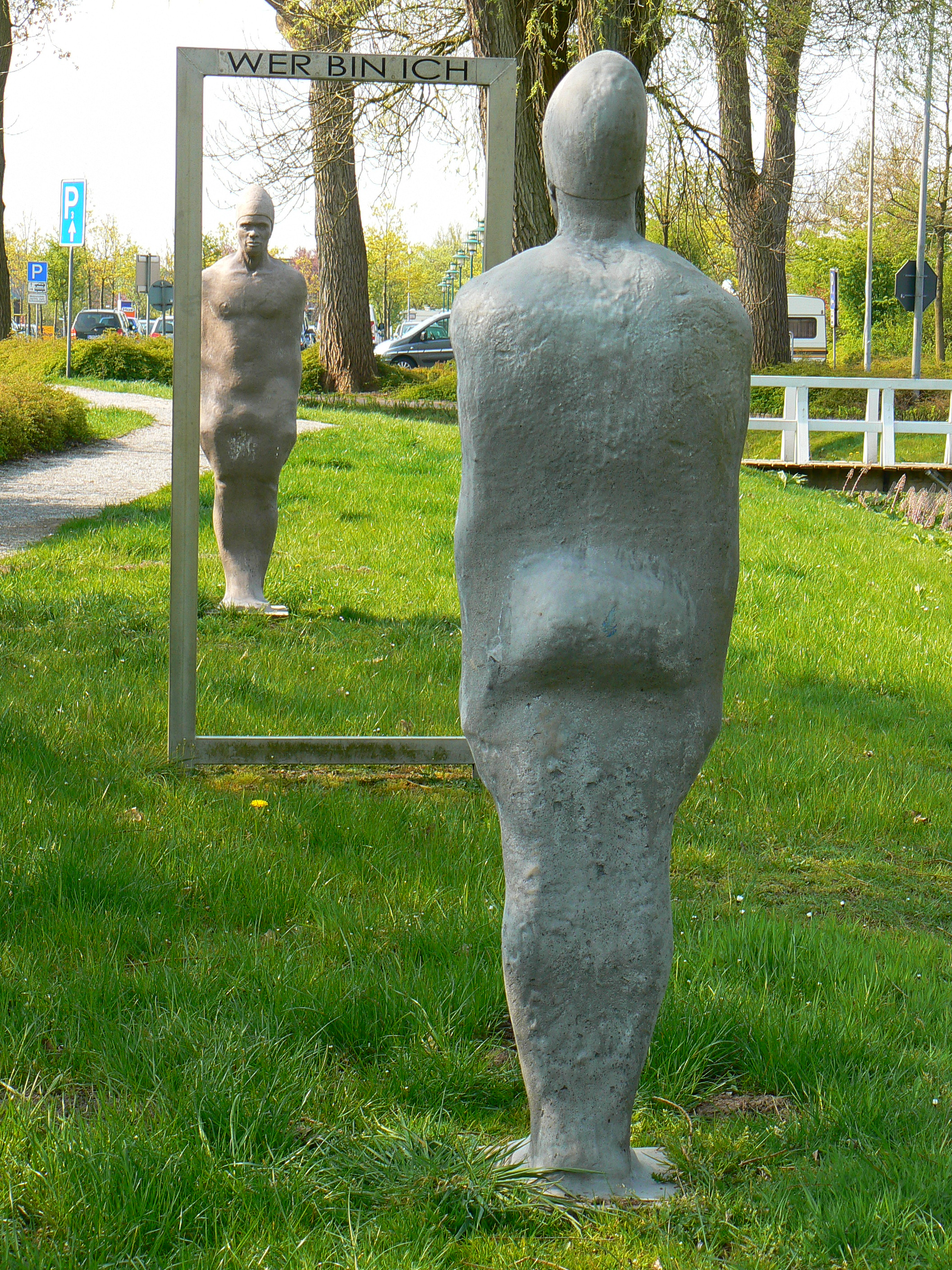
Skulptur Erkenntnis von Hartwig Doden

### Tidebrunnen
Der Tidebrunnen auf dem Marktplatz spiegelt den Gezeitenlauf der Nordseeküste wider. Die Anlage füllt sich entsprechend dem Wasserstand im Bensersiel. Das Brunnenwasser umfließt dabei die Skulptur eines Schiffswracks, die der Würselener Künstler Albert Sous gefertigt hat.

### Theater
Im Jahre 1962 zog die Esener Kulturgemeinde die Landesbühne Niedersachsen Nord aus Wilhelmshaven nach Esens. Seitdem ist die Stadt Esens fester Spielort der Landesbühne. Gespielt wird im 382 Sitzplätze fassenden Theater in der Theodor-Thomas-Halle an der Walpurgisstraße.

### Bauwerke

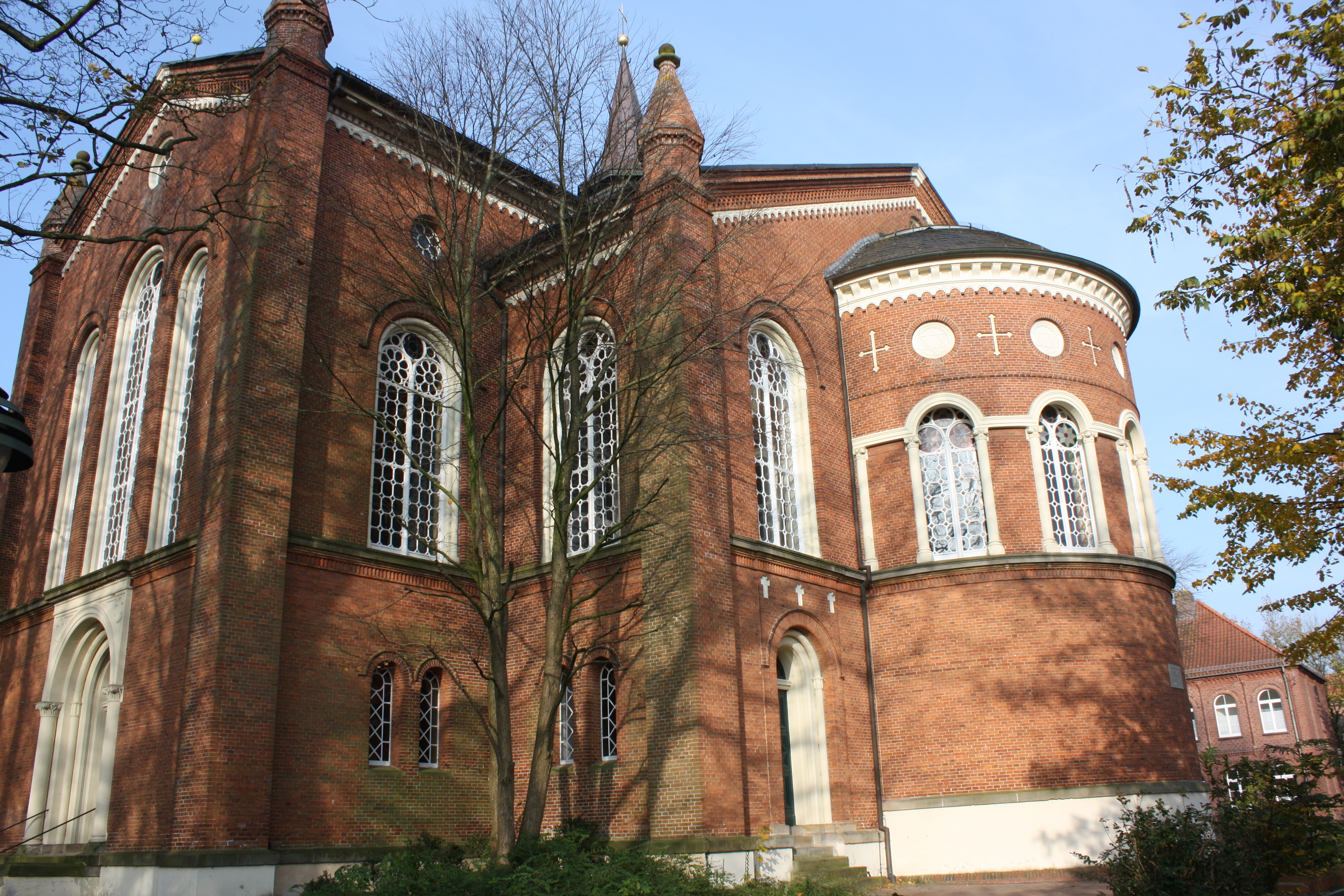
Südostseite der St.-Magnus-Kirche (1848)

Die St.-Magnus-Kirche wurde 1848 bis 1854 nach Plänen von Friedrich August Ludwig Hellner im Stil des Romantischen Historismus fertiggestellt. Das Innere ist als neugotische Hallenkirche konzipiert und wird durch Kreuzgewölbe und Bündelpfeiler, die durch umlaufende Emporen geführt werden, geprägt. An das östliche Querhaus ist eine halbrunde Apsis angebaut. Der Westturm wurde bereits 1844 errichtet. Aus dem Vorgängerbau wurde der spätgotische Sarkophag aus Sandstein für den 1473 verstorbenen Häuptling Sibet Attena übernommen, zudem das Bronzetaufbecken von Hinrich Klinghe aus dem Jahr 1474, die Kanzel von 1674 und der Altar mit dem großen Kruzifix von 1714. Zwischen 1848 und 1860 schuf Arnold Rohlfs die Orgel, die mit 30 Registern auf zwei Manualen und Pedal in Ostfriesland das größte Instrument aus dem 19. Jahrhundert ist.
Das Rathaus der Stadt und der Samtgemeinde Esens, ehemals Palais von Heespen, ist ein zweigeschossiger Backsteinbau mit Quaderputz und Walmdach. Er dient erst seit 1943 als Verwaltungsgebäude. Die Frontseite ist mit einem dreiachsigen Mittelrisalit ausgestattet, der durch Kolossalpilaster eingefasst wird. Wie eine dendrochronologische Datierung des Dachstuhles ergab, wurde das Gebäude bereits um 1610/15 unter der Verwendung eines älteren Mauerteils errichtet. Im 17. Jahrhundert wird der Amtmann Johann Vieth als Eigentümer genannt, der 1705 verstarb. Wann genau es in den Besitz des Kanzleiverwalters Wilhelm von Heespen gelangte, der 1703 in die Stadt kam, ist nicht überliefert. Der unter dem neuen Eigentümer durchgeführte Umbau wird zu Beginn des zweiten Jahrzehnts des 18. Jahrhunderts angesetzt. Im Rahmen dieser durchgreifenden Erneuerung wurde das Gebäude mit einer regelmäßig gegliederten Fassade im Sinne des Barocks versehen. Der heutige Verputz wurde jedoch wohl erst im Laufe 19. Jahrhundert aufgebracht. Von den Innenräumen hat lediglich der Ahnensaal seine historische Ausstattung bewahrt, zu der ein Kamin und mehrere Gobelins gehören. In der Eingangshalle blieb die Balustertreppe erhalten.
Das Alte Amtsgericht ist ein 1827 erbauter klassizistischer Putzbau mit Walmdach und dreiachsigem Mittelrisalit. Nach umfangreichen Umbauten enthält es heute ein Architekturbüro.
Die Ehemalige Volksschule (jetzt evangelisches Gemeindehaus) befindet sich unweit der Magnus-Kirche. Der Backstein-Traufenbau wurde 1861–66 in Formen des Rundbogenstils errichtet.
In der Innenstadt sind noch mehrere ältere, zumeist in Backstein erstellte Wohnbauten erhalten geblieben. Die Ratsgaststätte Am Markt 1 wurde 1839 als Traufenhaus mit flachem Dreiecksgiebel erbaut. 1851 fügte man auf dem rückwärtigen Grundstück die große Gulfscheune hinzu. Die Fassade des nebenan gelegenen und mit einer Freitreppe versehenen Giebelhauses Am Markt 3 (Haus Mettcker) dürfte ebenfalls aus der ersten Hälfte des 19. Jahrhunderts stammen. Im Kern ist das Gebäude jedoch bedeutend älter. Die Vermutung, an dieser Stelle habe das Steinhaus des Vogtes Wibet von Stedesdorf gestanden, konnte durch die jüngsten Untersuchungen allerdings nicht bestätigt werden. Mittelalterliche Bausubstanz ließ sich nicht nachweisen. Am Herrenwall 6 findet man einen eingeschossigen traufständigen Bau mit Mansarddach, der sich durch einen dreiachsigen Mittelrisalit auszeichnet. Er wurde 1863 in spätklassizistischen Formen errichtet. In der Steinstraße 12 liegt das so genannte Edzardsche Haus. Es stammt vermutlich noch aus dem 16. Jahrhundert und gehört damit zu den ältesten Wohnhäusern der Stadt. Die Fassade wurde allerdings in späterer Zeit erneuert. Der an niederländischen Vorbildern orientierte Giebel, der noch spätbarocke Formen aufweist, ist mit „1788“ bezeichnet. Im Inneren blieb die historische Diele erhalten, die heute als Verkaufsraum genutzt wird. Reste einer kleinbürgerlichen Wohnbebauung bietet noch heute die Südseite der Jücherstraße. Zu den wenigen Vertretern des Jugendstils in Esens gehört Herdetor 19, dessen Fassade mit floralen Elementen dekoriert ist.

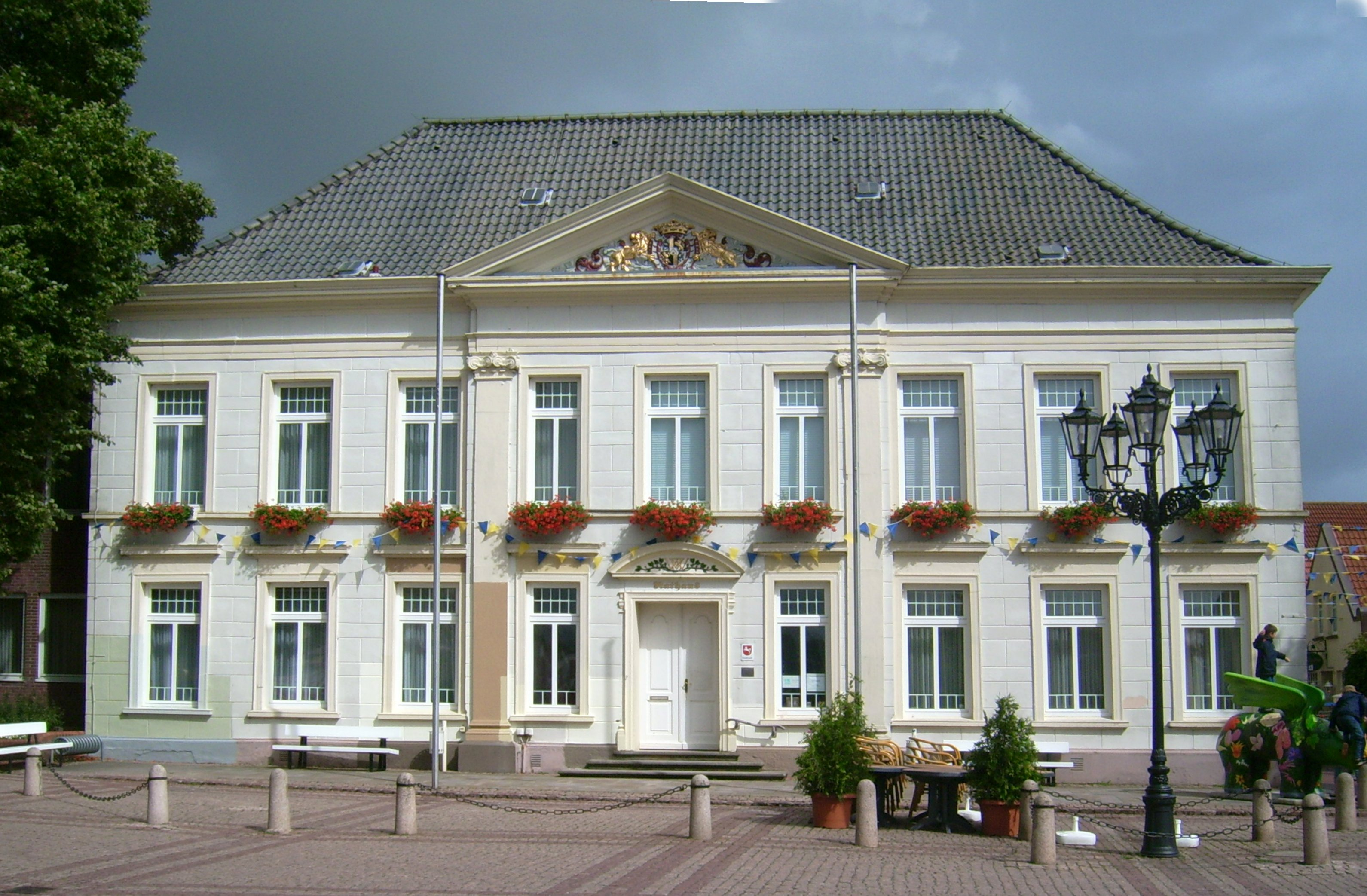
Rathaus in Esens
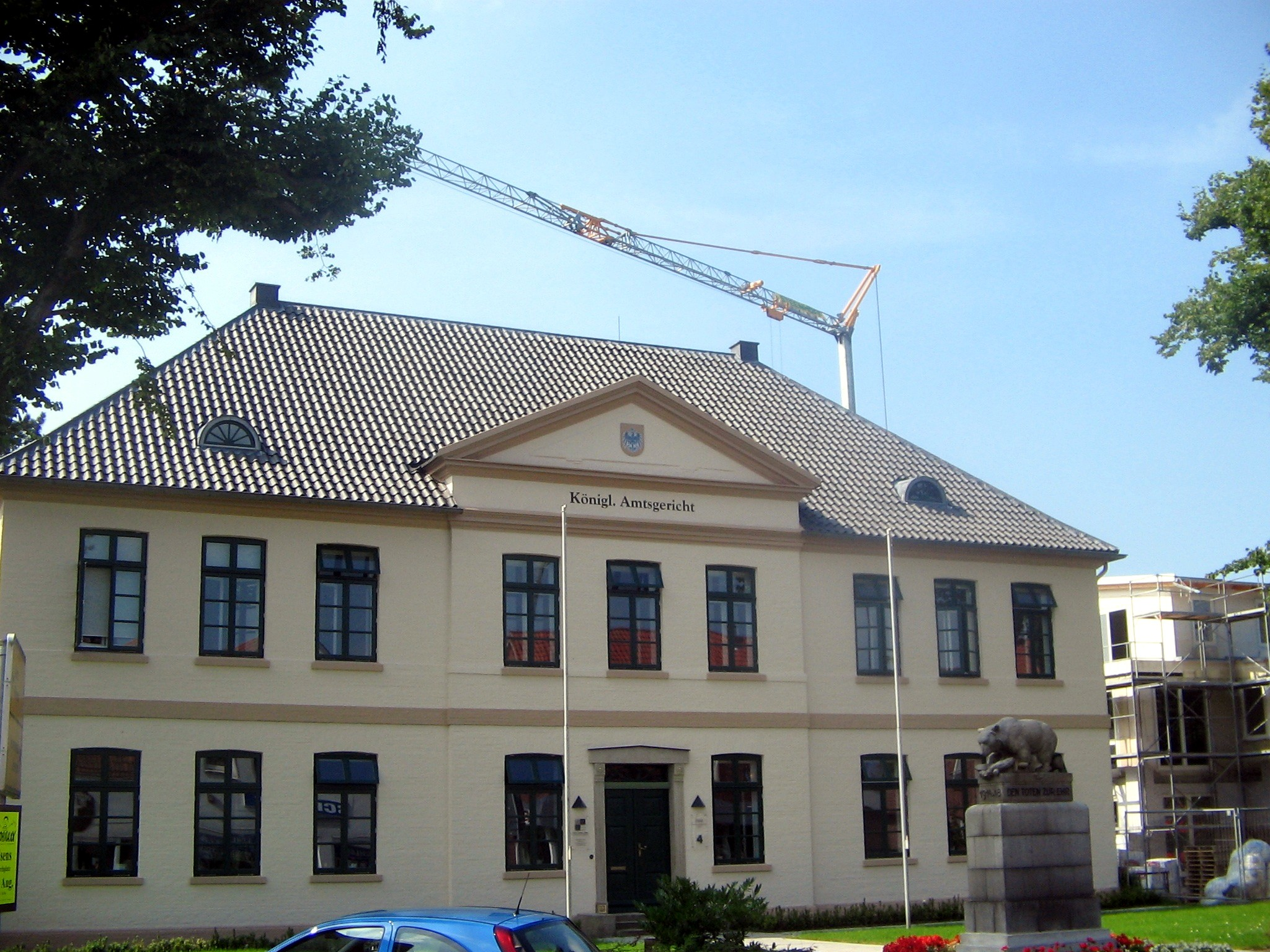
Ehemaliges Amtsgericht
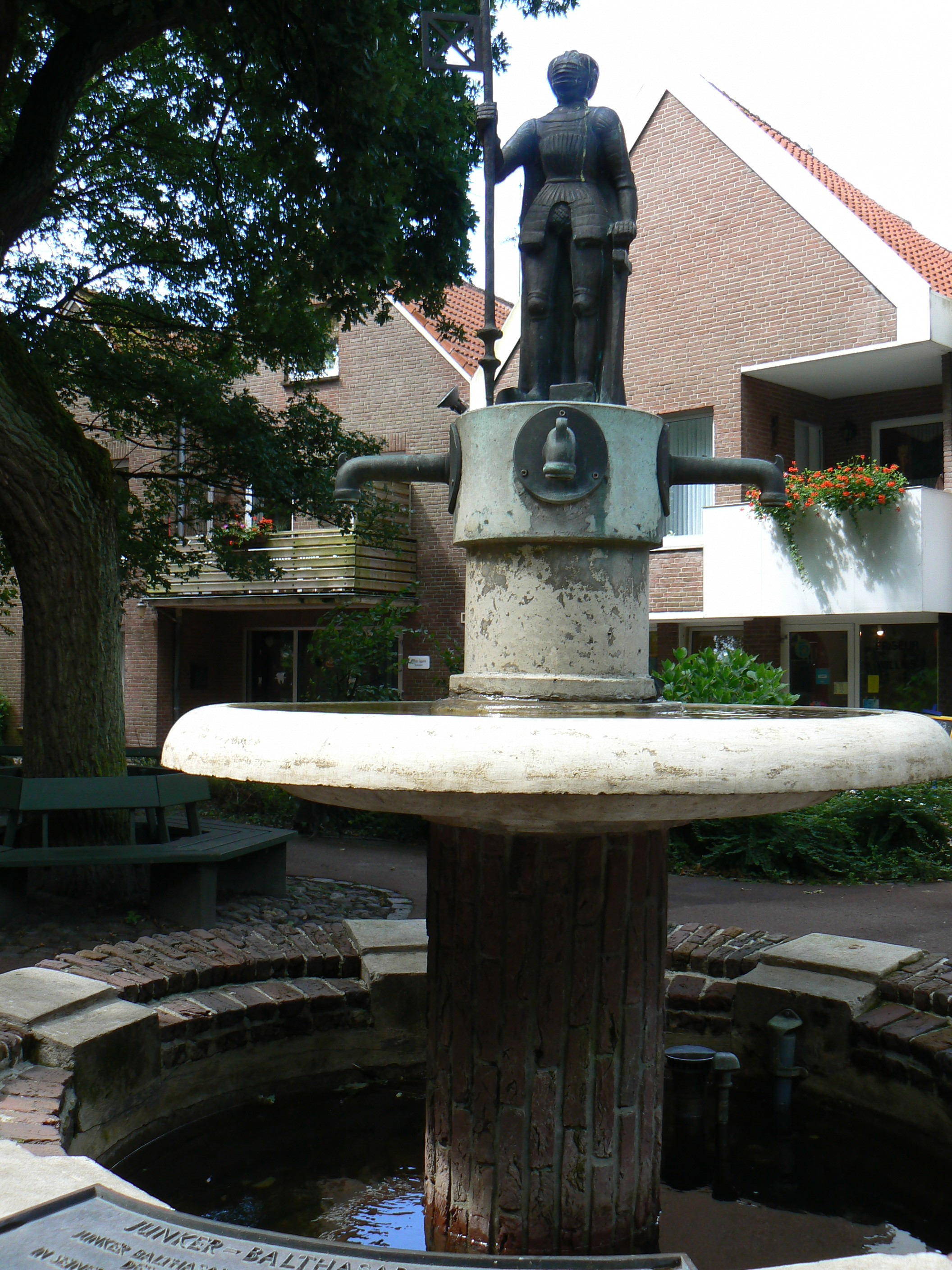
Junker-Balthasar-Brunnen
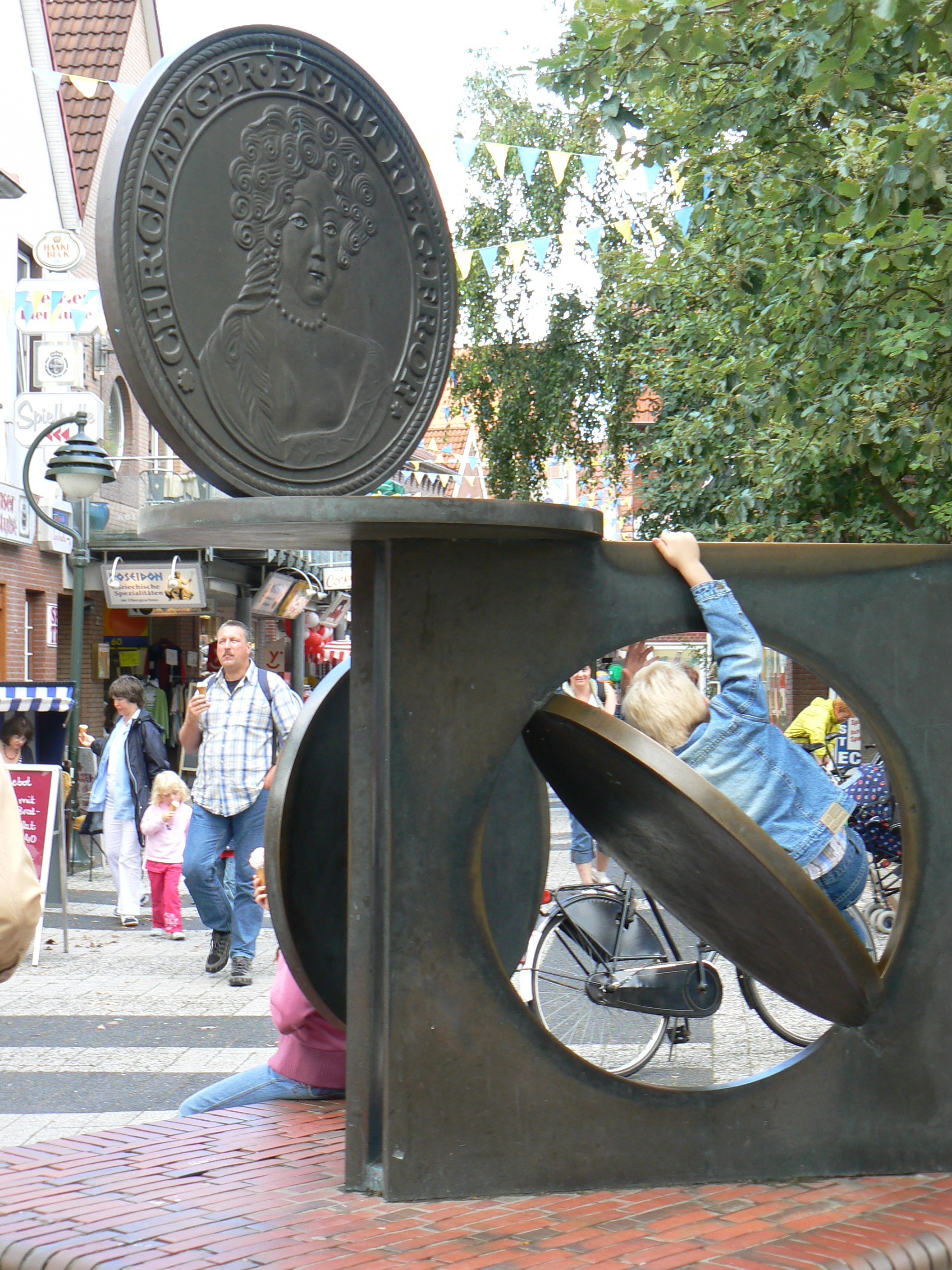
Münze Denkmal von Karl-Ludwig Böke aus Leer
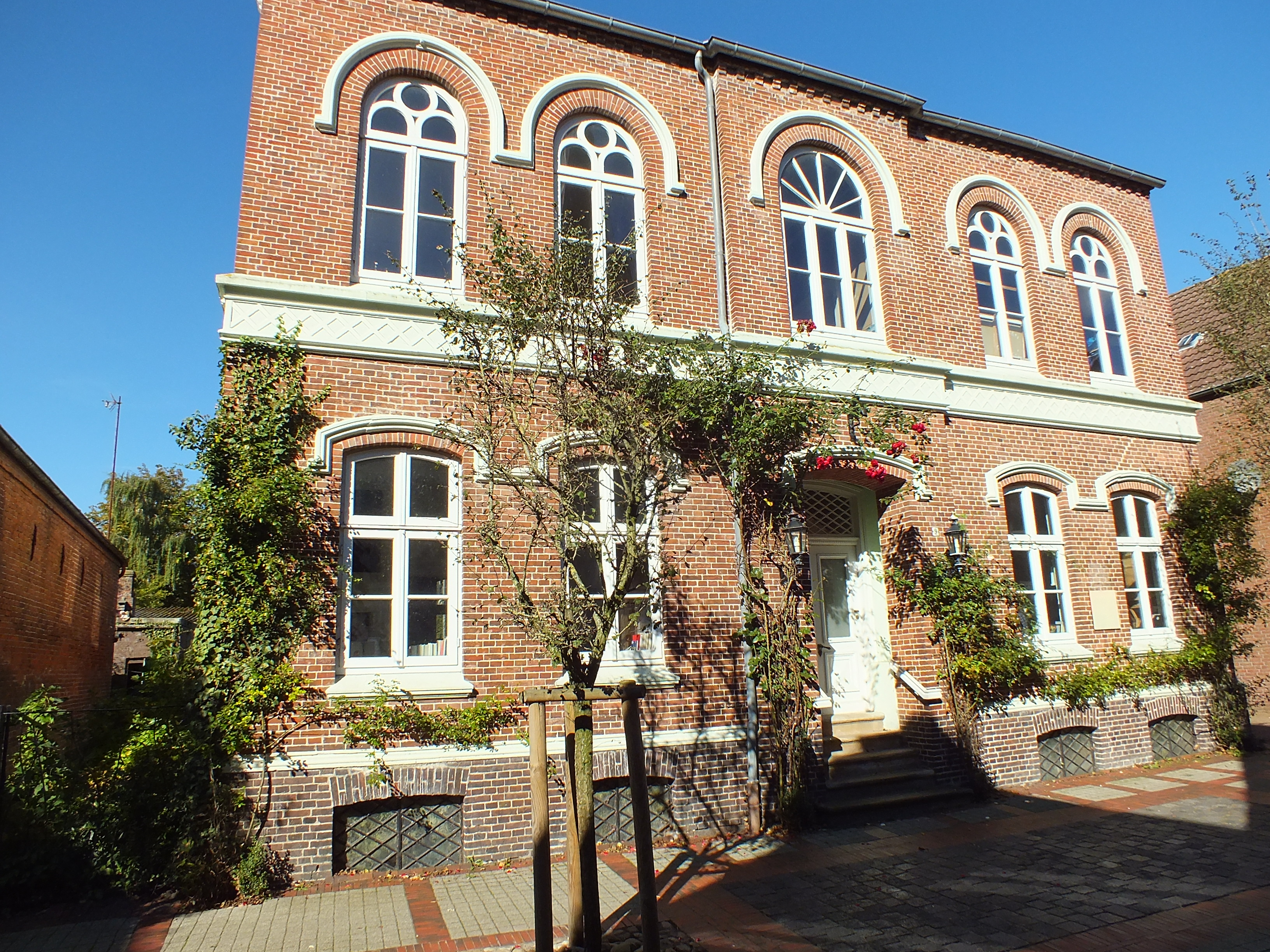
Das Wohnhaus Westerstraße 9, „Bürgermeister Becker Haus“, gebaut 1861. Repräsentatives privates Wohnhaus in der Altstadt von Esens. Wohnhaus des Künstlers Cyrus Overbeck von 2003 bis 2020.
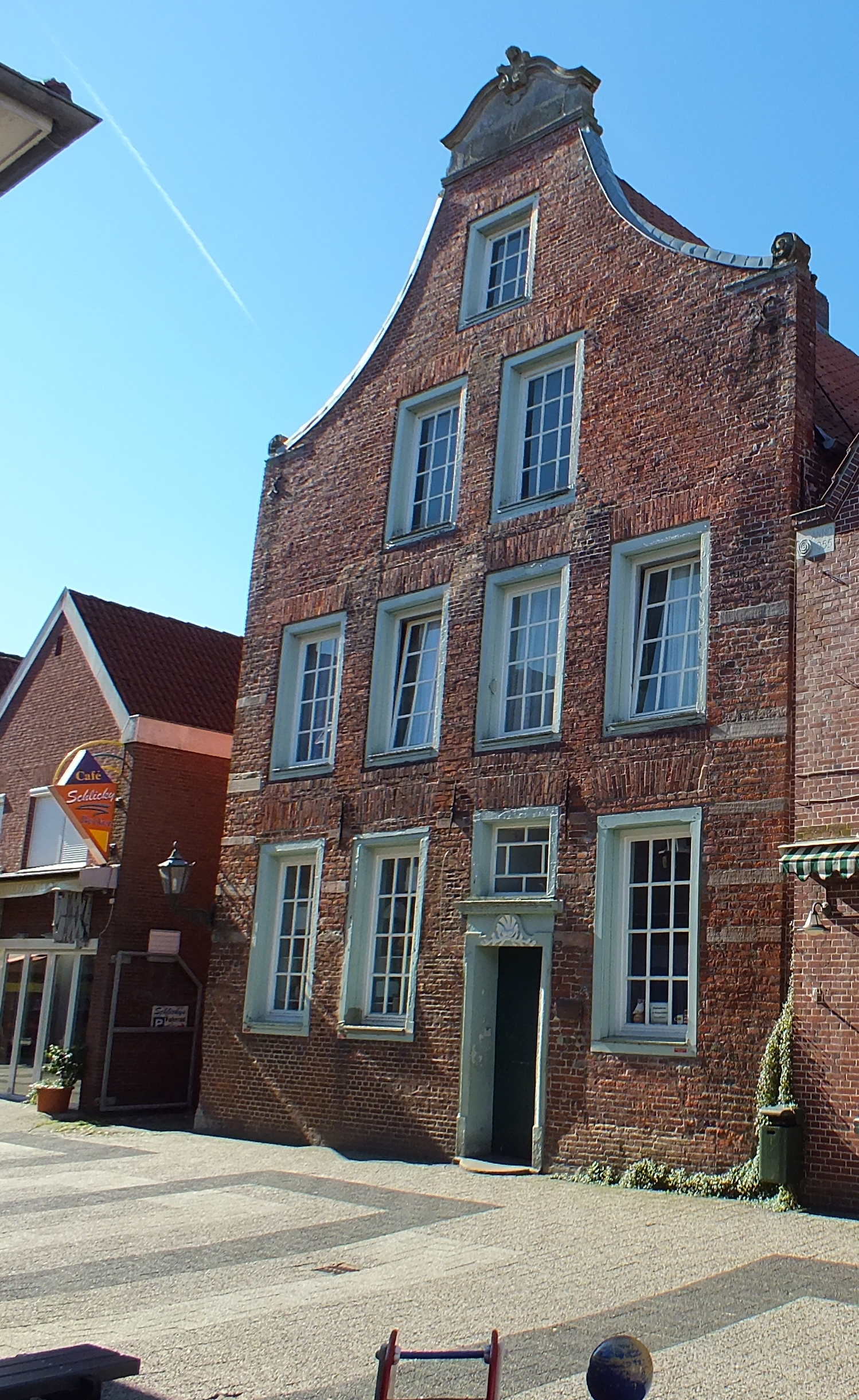
„Haus Edzards“ Steinstraße 20. Wichtiges Beispiel bürgerlicher Baukunst des 18. Jahrhunderts in Esens.
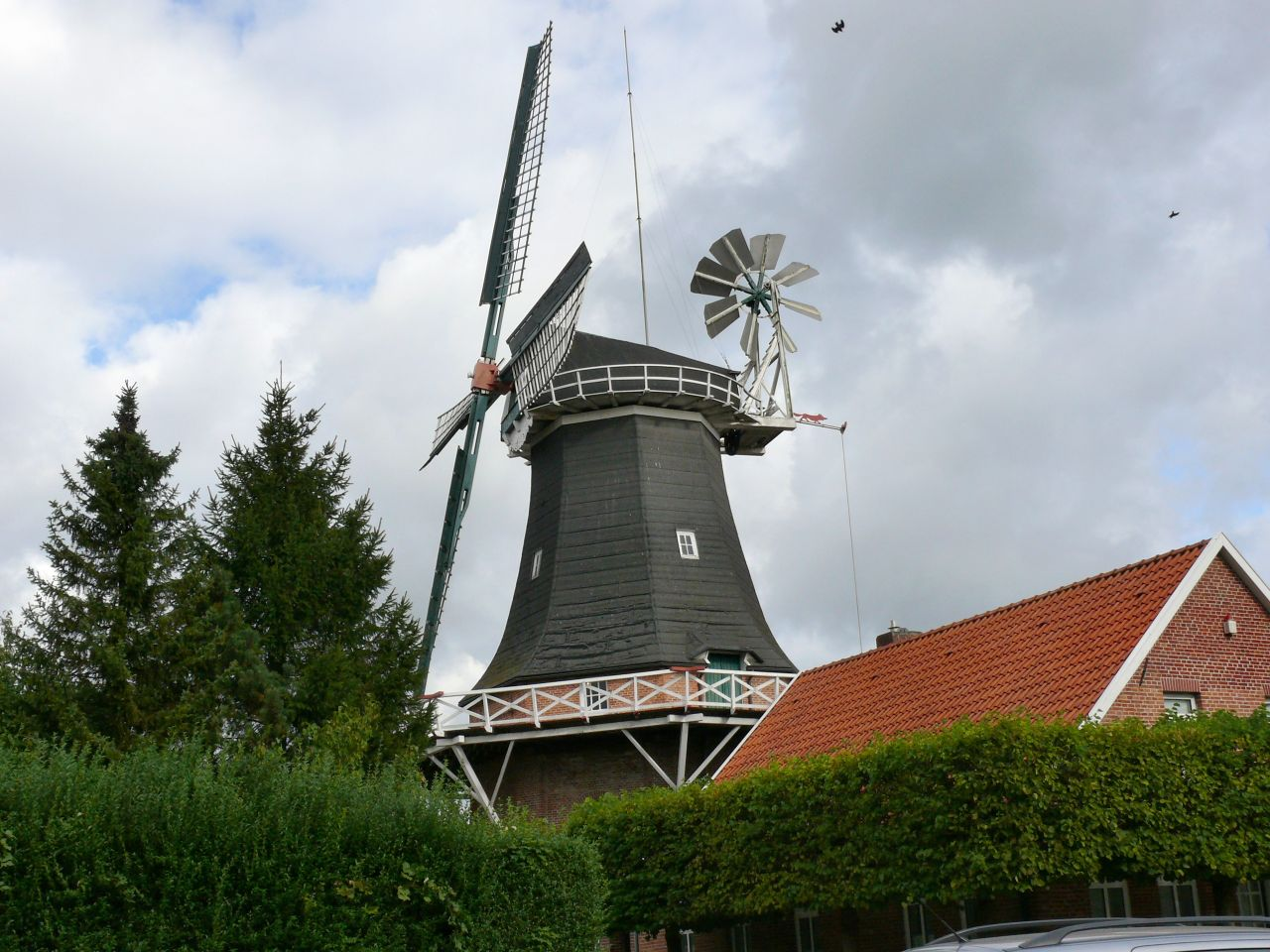
„Peldemühle“ gebaut 1701, seit 1989 als Museum genutzt.

### Sport
Der größte Sportverein der Stadt ist der TuS Esens. Er bietet Fußball, Basketball, Judo, Handball, Tischtennis und Turnen an. Neben dem TuS Esens gibt es in Esens noch den TC Esens, der ausschließlich Tennis anbietet.

### Regelmäßige Veranstaltungen
Schützenfest: Das Esenser Schützenfest zählt zu den größten Schützenfesten in Niedersachsen und gilt dabei als das größte Schützenfest in Ostfriesland. Jährlich wird es von etwa 75.000 Menschen besucht. Etwa 100 Schausteller beschicken das Fest. Es beginnt regelmäßig am Freitag vor dem zweiten Sonntag im Juli und endet am darauffolgenden Dienstag.

## Wirtschaft und Infrastruktur

### Tourismus
Der Tourismus ist der bedeutendste Wirtschaftsfaktor der Stadt Esens mit ihrem an der Küste liegenden Ortsteil Bensersiel. 1951 erfolgte die Gründung des „Bade- und Verkehrsvereins Esens–Bensersiel“. Aus bescheidenen Anfängen entwickelte sich der Fremdenverkehr stetig. 1972 erhielt Esens/Bensersiel die staatliche Anerkennung als Küstenbadeort. In den 1970er Jahren erfolgte durch den Bau des Seglerhafens „Frerichshafen“ (1974) und des Meerwasser-Wellenbades (1974) sowie der Freizeitanlage „Aquantis“ (1976) eine Verbesserung der touristischen Infrastruktur. 1979 erhielt Bensersiel das Prädikat Seebad. In den 1980er Jahren wurden weitere Bauprojekte wie die neue Bensersieler Hafenzufahrt (1980), der Kurpark (1980), die Jugendherberge (1987), das Mutter-und-Kind-Heim der AWO (1987) sowie die Freizeit- und Erlebnisbad „Nordseetherme“ (1989) auf den Weg gebracht. 1990 erfolgte die Anerkennung als Nordseebad und 1996 wurde Bensersiel Nordseeheilbad.
Im Jahre 2005 wurden in Esens/Bensersiel 127.395 Gäste und 911.839 Übernachtungen gezählt.

### Einzelhandel
1912 gründeten Esenser Unternehmer einen Kaufmännischen Verein, der sich in den 1950er Jahren als Kreisuntergruppe dem Einzelhandelsverband Ostfriesland anschloss. 1968 wurde die Werbegemeinschaft „Aktionsgemeinschaft Esens und Umgebung“ (AEU) gegründet und 1971 ins Vereinsregister eingetragen.

### Verkehr

#### Straßenverkehr
Esens und Bensersiel sind über die L 8 an die B 210 angebunden. Weitere Landesstraßen und Kreisstraßen führen zu Nachbarorten.
Eine zwischen 2009 und 2011 unter Missachtung eines Vogelschutzgebietes illegal neu gebaute Umgehungsstraße für den Ort Bensersiel ist Gegenstand jahrelanger gerichtlicher Auseinandersetzungen. Nähere siehe im entsprechenden Abschnitt des Ortsartikels.

#### Schienenverkehr

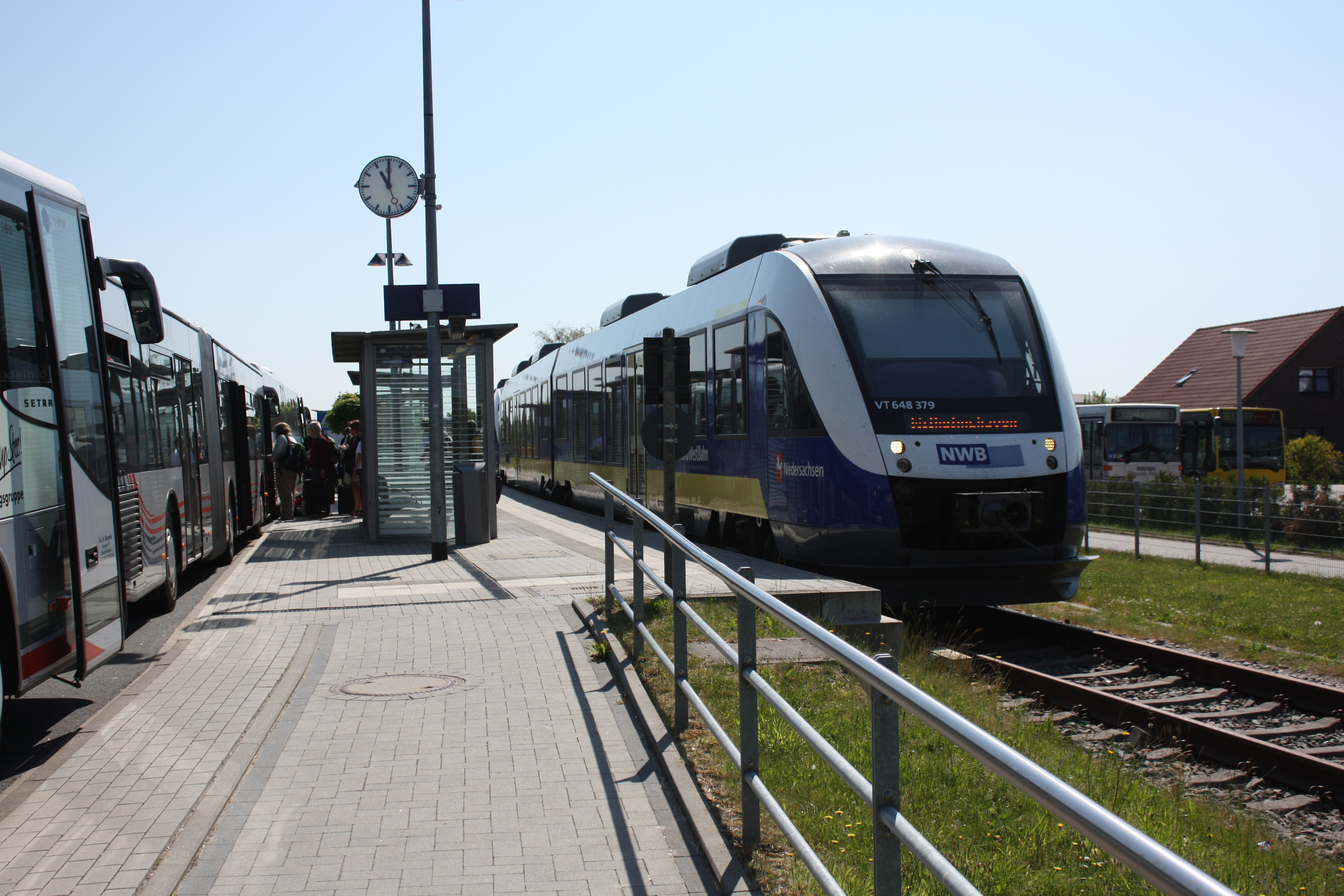
Haltepunkt Esens (Ostfriesl) mit Nordwestbahn in Richtung Wilhelmshaven

Esens ist momentaner Endpunkt der Ostfriesischen Küstenbahn von Wilhelmshaven (KBS 393), die früher noch weiter über Dornum (ab hier noch Museumsbetrieb) nach Norden reichte. Der Abschnitt nach Dornum wird wegen der Bedeutung für den Tourismus in der Region möglicherweise wieder aufgebaut werden, was durchaus möglich wäre – wenn man bedenkt, dass kaum eine Überbauung vorhanden ist. Es fahren im Stundentakt Züge der zur Transdev GmbH gehörenden NordWestBahn von und in Richtung Wilhelmshaven. Seit Ende 2005 gibt es auch wieder eine Haltestelle in Burhafe.
Früher begann in Esens zudem ein Streckenast der Kreisbahn Aurich, welche die Städte Leer, Aurich, Esens und Wittmund auf 1000 mm Spurweite verband und vornehmlich dem Güterverkehr, aber auch dem Personentransport diente. Von Esens führte außerdem eine Stichverbindung der Auricher Kreisbahn nach Bensersiel, um die Inselbesucher Langeoogs an den Hafen zu bringen. Teile der alten und längst abgebauten Strecke sind heute Bahnradwege.

#### Schiffsverkehr

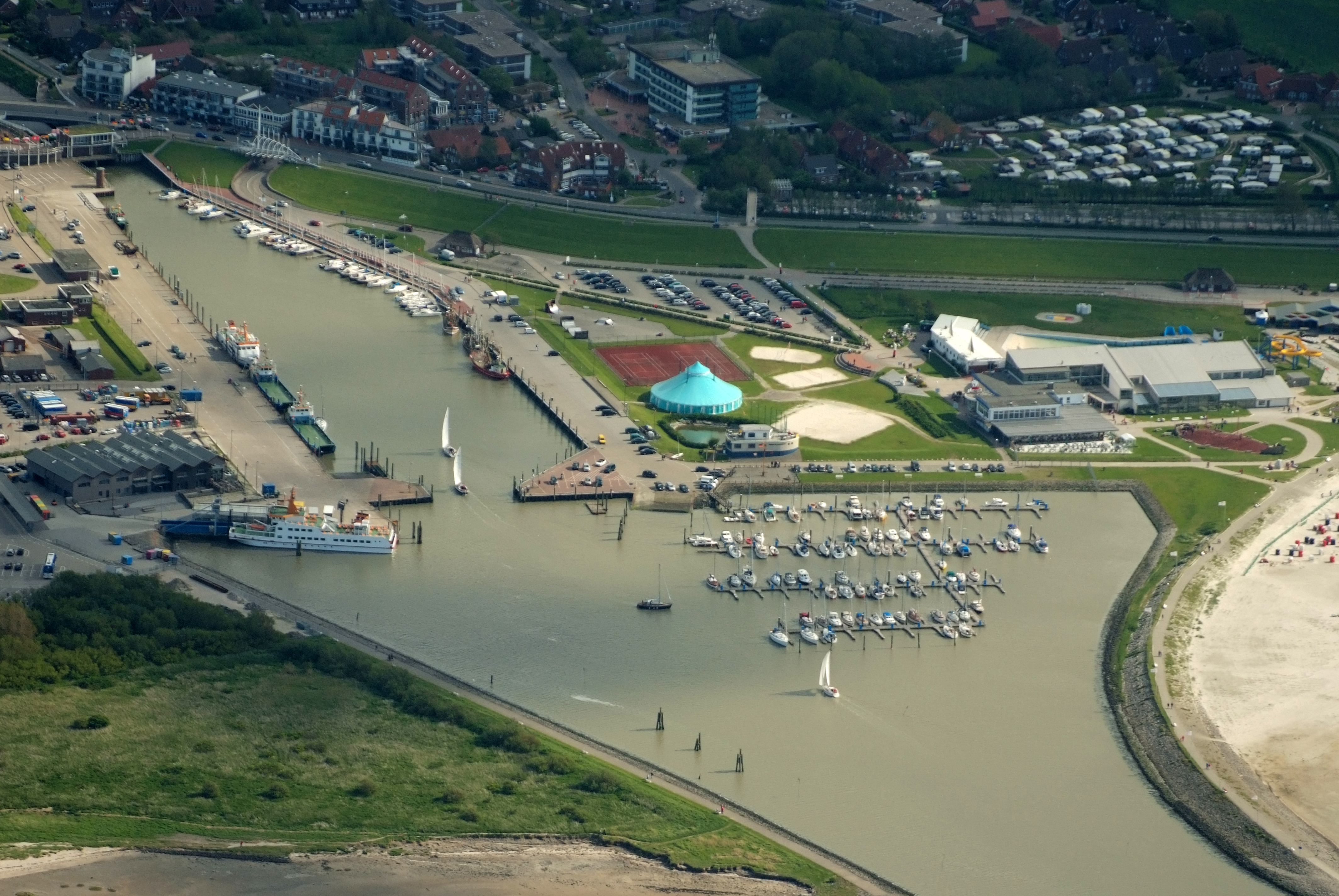
Luftbild vom Hafen Bensersiel

Der Esenser Ortsteil Bensersiel verfügt über einen tideunabhängigen Fährhafen, über den seit 1859 der Fährverkehr zur Insel Langeoog abgewickelt wird. Die Fährverbindung wird von der Langeooger Schiffahrt der Inselgemeinde Langeoog betrieben. Neben dem regelmäßigen Fährverkehr werden in der Saison auch touristische Tagesfahrten mit Ausflugsschiffen angeboten.

### Medien
Der in Wittmund erscheinende Anzeiger für Harlingerland ist die regionale Tageszeitung für den Landkreis Wittmund. Die Zeitung berichtet werktäglich auch über Themen aus Esens.

### Bildung
Das Niedersächsische Internatsgymnasium Esens (NIGE) im Süden der Stadt Esens wird vom Land Niedersachsen für Schüler und Schülerinnen unterhalten, die aus wirtschaftlichen, familiären, verkehrstechnischen oder schulfachlichen Gründen ein Gymnasium anderer Art nur unter erschwerten Bedingungen besuchen können. Die Schüler des Internats kommen zu über 90 Prozent von den Ostfriesischen Inseln. Das NIGE umfasst die Jahrgänge 5 bis 12 und führt als einziges unter den niedersächsischen Internatsgymnasien von der 6. Klasse an neben Französisch auch Latein als zweite Fremdsprache. 2010 wurden an der Schule rund 1000 Schüler unterrichtet.
Die Carl-Gittermann-Realschule wurde nach einem Schulrektor benannt, der sich in der Revolution von 1848/49 zur Frankfurter Nationalversammlung bekannte und den Fürsten vorwarf, sie hätten das Versprechen, ihren Ländern neue Verfassungen zu geben, nicht gehalten. Dafür wurde er später zu vier Wochen Gefängnis verurteilt. Die Realschule wird von rund 435 Schülern besucht und ist Partnerschule des SV Werder Bremen.
Die Herbert-Jander-Hauptschule besuchen etwa 250 Schüler. Namensgeber ist ein ehemaliger Schulleiter.
Die Christian-Wilhelm-Schneider-Förderschule wurde nach dem Pastor und Gründer des ehemaligen Waisenhauses zu Esens benannt. Die Förderschule wird von etwa 170 Schülern besucht.
Die Grundschule Esens Nord mit ihren rund 430 Schülern unterhält eine Außenstelle in Werdum.
Die Realschule, die Hauptschule, die Förderschule sowie die Grundschule befinden sich in der Trägerschaft des Landkreises Wittmund.

### Stiftungen
Die „Deutsche Teddy-Stiftung“ mit Sitz in Esens wurde am 28. September 1998 im Ahnensaal des Esener Rathauses als Sektion von „Good Bears of the World“ gegründet. Das Stadtwappen der Stadt Esens mit dem Bären stellt eine symbolische Verbindung zur Teddy-Stiftung her. Die Stiftung verschenkt Teddybären an Kinder in Katastrophen- oder Unglücksfällen, um drohende Traumatisierungen abzumildern. Dazu werden Einsatzfahrzeuge von Polizei und Rettungsdiensten sowie die Notfallstationen in Krankenhäusern mit den Teddybären ausgestattet. Die Stiftung wird durch Spenden, Verkauf der Teddybären und Sponsoring finanziert. Seit der Gründung der Teddy-Stiftung konnten mehr als 100.000 Teddybären an Kinder in Not verteilt werden. In knapp 360 Städten, Gemeinden bzw. Landkreisen kommen die Teddybären zum Einsatz.

### Messstationen
In Esens befindet sich eine von rund 1800 Messstellen des Radioaktivitätsmessnetzes des Bundesamts für Strahlenschutz (BfS). Die Messstation misst die Gamma-Ortsdosisleistung (ODL) am Messort und sendet die Daten an das Messnetz. Die über 24 Stunden gemittelten Daten können direkt im Internet abgerufen werden.

## Persönlichkeiten

### Ehrenbürger
Das Ehrenbürgerrecht ist die höchste Würdigung der Stadt Esens. Die Stadt hat die folgenden Personen damit ausgezeichnet:
- Ewald Neemann (1907–1996), Stadtdirektor[36]

Die Ehrenbürgerschaft Adolf Hitlers wurde vom Stadtrat im Februar 2011 einstimmig entzogen. Bis zu jenem Zeitpunkt war nach Angaben der Stadtverwaltung mangels Unterlagen überhaupt nicht klar, dass Hitler jemals die Ehrenbürgerschaft erhalten hatte. Eine Chronik der Stadt Esens aus der Feder von Gerd Rokahr (s. Literatur) hatte die Stadtoberhäupter auf die Ehrenbürgerschaft überhaupt erst aufmerksam gemacht.

### Frauenort
Seit dem 17. Oktober 2021 erinnert Esens mit dem Frauenort Sara Oppenheimer an die in der Stadt geborene Sängerin. Der Landesfrauenrat Niedersachsen zeichnete die Stadt als ersten Frauenort im Landkreis Wittmund aus.

### Söhne und Töchter der Stadt
- Balthasar von Esens († 1540), Freiheitskämpfer und Seeräuber
- David Fabricius (1564–1617), Theologe, bedeutender Amateurastronom und Kartograf
- Johann Hülsemann (1602–1661), lutherischer Theologe
- Philipp Heinrich Erlebach (1657–1714), Komponist
- Christian Eberhard (1665–1708), Fürst von Ostfriesland aus dem Haus der Cirksena
- Enno Rudolph Brenneysen (1669–1734), Jurist und Kanzler von Ostfriesland
- Adelheid Auguste von Wangelin (1706–1758), Stifterin des bis heute bestehenden von Wangelinschen Witwenstiftes
- Rudolf von Glan (1725–1807), Jurist und Amtmann in Ostfriesland
- Philipp Ludwig Statius Müller (1725–1776), Theologe, Zoologe und Professor in Erlangen
- Johann Gottfried Rohlfs (1759–1847), Orgelbauer
- Gerhard Moritz Roentgen (1795–1852), niederländischer Seeoffizier, Maschinenbauingenieur und Schiffbauer
- Christian Wilhelm Heinrich Stürenburg (1798–1866), deutscher Jurist und Politiker
- Gerd Sieben Janssen (1802–1899), Orgelbauer
- Arnold Rohlfs (1808–1882), Orgelbauer
- Theodore Thomas (1835–1905), Komponist, Gründer des Chicago Symphony Orchestra
- Ernst Christian Carl Kruse (1837–1900), Arzt und Politiker
- Sara Oppenheimer (1844–1906), Opernsängerin
- Gerhard Tappen (1866–1953), General der Artillerie
- Johann Gerhard Behrens (1889–1979), evangelisch-lutherischer Pastor und Astronom
- Hinrich Fokken-Esens (1889–1976), Maler
- Hans Kolde (1925–2024), Pädagoge, Flugzeugführer und Fluglehrer
- Heike Fleßner (1944–2021), Erziehungswissenschaftlerin und Professorin
- Ewald Aukes (* 1951), Politiker (FDP)
- Holger Strutwolf (* 1960), Kirchenhistoriker
- Maike Balthazar (* 1962), Handballspielerin und -trainerin
- Friedhelm Tränapp (* 1963), Brigadegeneral
- Karin Emken (* 1966), Politikerin (SPD)
- Jann Wattjes (* 1992), Autor

### Personen in Verbindung mit Esens
- Eilert Dieken (1898–1960), Polizeikommissar, beteiligt an Kriegsverbrechen im besetzten Polen (1944).[39]
- Timo Schultz (* 1977), früherer deutscher Fußballspieler und ehemaliger Trainer des Hamburger Zweitligavereins FC St. Pauli, wuchs in Esens auf.
- Cyrus Overbeck[40] (* 1970), deutscher bildender Künstler, lebte und arbeitete von 2003 bis 2019 in Esens.[41][42]